# Episodi di Jarod il camaleonte (quarta stagione)
La quarta e ultima stagione della serie televisiva Jarod il camaleonte, composta da 20 episodi, è stata trasmessa negli Stati Uniti dal 25 settembre 1999 al 13 maggio 2000 sul network televisivo NBC.
In Italia, invece, è andata in onda dal 9 maggio al 1º giugno 2002 su Rai 2.
| nº | Titolo originale             | Titolo italiano               | Prima TV USA      | Prima TV Italia |
| -- | ---------------------------- | ----------------------------- | ----------------- | --------------- |
| 1  | The World's Changing         | Il mondo sta cambiando        | 25 settembre 1999 | 9 maggio 2002   |
| 2  | Survival                     | Abisso                        | 2 ottobre 1999    | 10 maggio 2002  |
| 3  | Angel's Flight               | Il volo dell'angelo           | 30 ottobre 1999   | 11 maggio 2002  |
| 4  | Risque Business              | Affari scabrosi               | 6 novembre 1999   | 13 maggio 2002  |
| 5  | Road Trip                    | In viaggio verso casa         | 13 novembre 1999  | 14 maggio 2002  |
| 6  | Extreme                      | Sfida estrema                 | 4 dicembre 1999   | 15 maggio 2002  |
| 7  | Wild Child                   | Violet                        | 11 dicembre 1999  | 16 maggio 2002  |
| 8  | Rules of Engagement          | Terrore in ospedale           | 8 gennaio 2000    | 17 maggio 2002  |
| 9  | 'Til Death Do Us Part        | Nome in codice: Rumor         | 15 gennaio 2000   | 18 maggio 2002  |
| 10 | Spin Doctor                  | Morte di un amico             | 5 febbraio 2000   | 20 maggio 2002  |
| 11 | Cold Dick                    | Luna di miele a Las Vegas     | 12 febbraio 2000  | 21 maggio 2002  |
| 12 | Lifeline                     | Guardia del corpo             | 19 febbraio 2000  | 22 maggio 2002  |
| 13 | Ghosts from the Past         | L'attentato                   | 26 febbraio 2000  | 23 maggio 2002  |
| 14 | The Agent of Year Zero       | Criminale di guerra           | 11 marzo 2000     | 24 maggio 2002  |
| 15 | Junk                         | Drogato                       | 25 marzo 2000     | 25 maggio 2002  |
| 16 | School Daze                  | Progetto Mirage               | 22 aprile 2000    | 28 maggio 2002  |
| 17 | Meltdown                     | Il falso antidoto             | 29 aprile 2000    | 29 maggio 2002  |
| 18 | Corn Man A Comin             | Segreti sepolti               | 6 maggio 2000     | 30 maggio 2002  |
| 19 | The Inner Sense (Part 1 e 2) | Senso interiore (1 e 2 parte) | 13 maggio 2000    | 31 maggio 2002  |
| 20 | The Inner Sense (Part 1 e 2) | Senso interiore (1 e 2 parte) | 13 maggio 2000    | 1º giugno 2002  |

## Il mondo sta cambiando
- Titolo originale: The World's Changing
- Diretto da: James Whitmore Jr.
- Scritto da: Steven Long Mitchell e Craig W. Van Sickle

### Trama
Jarod è al Centro e viene torturato da Lyle, libero di divertirsi con lui perché al Centro non c'è più nessuno (il Signor Parker e Raines sono spariti, mentre Miss Parker non si sa dove sia). Jarod prova a scappare attraverso i cunicoli dell'aria, ma Lyle lo scopre e lo chiude in gabbia. Lyle continua a pronunciare la frase "il mondo sta cambiando", e lo dice anche a Sydney, a cui non è permesso di vedere Jarod. Lyle è convinto di aver manipolato Jarod, che sembra cedere e piangere in sua presenza. Il simulatore dovrà partire per l'Africa e andare da Matumbo, che si era portato via anche il signor Parker e Raines e non si sa che fine gli abbia fatto fare. Nel frattempo, Lyle ha a che fare con un misterioso uomo albino.
In un ospedale psichiatrico di Oakpoint, il signor Parker va a cercare sua figlia. È in manicomio perché la stanno curando per presunto suicidio. Lui le spiega che è scappato in Africa e si sta nascondendo dal Triumvirato insieme a Brigitte, perché devono proteggere il bambino che sta per nascere. Il signor Parker scappa prima che qualcuno arrivi e chiede alla figlia di tenere a mente una frase di Shaw: "La famiglia è una tirannia governata dal suo membro più debole".
Sydney intanto chiede ad Angelo di scoprire dove è nascosto Jarod, perché ha paura che non lo vedrà più. Broots invece sta indagando su Miss Parker per trovarla. L'albino, intanto, parla con Lyle di un'operazione chiamata "Silence".
Sydney e Angelo vanno a trovare Jarod e Syd scopre che Lyle l'ha riempito di bugie sulla sua famiglia per farlo collaborare. Quando sopraggiungono Lyle e Sam, lo spazzino dà dei sedativi a Jarod, che deve dormire durante il volo. Sydney lo saluta abbracciandolo e lo guarda andare via con Lyle. Tuttavia, Jarod non ha ingerito i sedativi e li ha nascosti nella tasca del suo mentore.
In aereo, Jarod finge di dormire e sente l'albino parlare dell'operazione "Silence" mentre cerca di liberarsi dalle manette. Origliando scopre che vogliono uccidere la famiglia Nash con dell'esplosivo C4. Quando Jarod si libera e stende Sam, spara a un finestrino e fa in modo che l'aereo cada, ma lo fa atterrare. L'albino riesce a scappare e Jarod non sa dove, così lega Sam e scappa a sua volta. Al Centro, Matumbo chiama Lyle e lo rimprovera; Sydney ovviamente è contento che Jarod sia scappato. Angelo, invece, spia Lyle e lo vede mettere via un cd con le foto della famiglia Nash. Raines torna al Centro e sembra parlare in modo strano, come se si fosse improvvisamente convertito. Jarod intanto decide di farsi assumere nel centro ricerche dove lavoravano i coniugi Nash.
Broots e Sydney trovano Miss Parker nell'ospedale da cui non può uscire se non con l'autorizzazione del medico o di un parente. Lei deve riposare, ma incarica Broots di scoprire tutto sull'albino. Jarod scopre che la barca dei Nash è saltata in aria e loro sono stati considerati morti, ma lui pensa che non sia vero. Così chiama Sydney e parla sia con lui che con Broots, al quale chiede informazioni sul Signor White e sull'operazione "Silence". Broots ironizza perché dovrebbero dargli la caccia, e non collaborare con lui.
Per trovare informazioni, Jarod finge anche di essere un agente FBI un po' imbranato (e raccomandato) per far parte del trasferimento protetto dei Nash, che sono vivi e nascosti come testimoni protetti. Jarod scopre che i Nash sono stati trovati divisi: il padre con la figlia e la madre da sola; Jason Nash ha promesso di parlare come testimone solo dopo che sarà riunito con la moglie il giorno dopo.
Miss Parker finalmente torna a casa e trova un messaggio di suo padre in segreteria: l'uomo l'avvisa che andrà a trovarla la sera stessa. Poi la donna va al Centro da Raines, convinta di volerlo uccidere per fargliela pagare per l'omicidio di Catherine. Lui si dimostra convertito e colmo di fede in Dio, così Parker non riesce ad ucciderlo e promette che si vendicherà a tempo debito.
Jarod conquista la sua fiducia di Clare Nash raccontando la storia della sua infanzia e di come stia ancora cercando la sua famiglia; le dà anche il ciondolo trovato nel suo ufficio.
Sydney invece mostra a Parker il file su White e le racconta di "Silence". Broots ha scoperto che è stato Lyle a far ricoverare Parker per "tentato suicidio" nell'ospedale. La donna torna a casa e trova un videomessaggio del padre su una videocamera, nel quale l'uomo la esorta a non cercare lui e Brigitte e a ricordare che "il mondo sta cambiando", ma l'unica cosa importante è trovare Jarod. Lyle si presenta lì e si giustifica dicendo che l'ha protetta nascondendola in quell'ospedale. Ora le chiede improvvisamente appoggio e di collaborare con lui, perché ha bisogno di sua sorella per riportare in auge il dominio dei Parker.
Mentre Jarod prepara il piano d'azione per i Nash, Angelo gli manda i dati del cd recuperato dall'ufficio di Lyle, così scopre che l'agente dell'FBI Tympson, che fa parte della squadra, collabora con Lyle e White e ha spostato l'ordine di trasferimento di Clare Nash. Miss Parker va con Lyle a catturare Jarod, mentre lui è costretto a fare le corse per salvare i Nash da Tympson e Lyle. Al laboratorio, il signor White piazza una bomba nell'edificio proprio mentre arrivano i Nash e programma la detonazione.
Jarod lo intercetta e i due parlano: White rivela che spesso lavora per il Centro e lo hanno contattato per cercare il Maggiore Charles che è scomparso di nuovo. Lyle l'ha anche incaricato di fare indagini su Emily, la sorella di Jarod. White ha con sé dei documenti che rivelano dove si trova Emily, ma li getta nell'inceneritore per fare perdere tempo a Jarod e scappare. Lui recupera i documenti e poi disinnesca la bomba; intanto Lyle manda Miss Parker e gli altri spazzini all'interno dell'edificio che sta per esplodere. Tympson vorrebbe scappare, ma Jarod lo blocca e lo trattiene per spaventarlo e farlo confessare, sapendo ovviamente che la bomba è già disinnescata. Tympson viene arrestato e finalmente i Nash si ricongiungono. Jarod, come sempre, deve scappare da Miss Parker, ma le lascia il suo badge insieme alla bomba ormai inutile. La donna affronta duramente Lyle che l'ha mandata in un edificio che stava per esplodere e lo esorta a non farlo mai più. La sera, Parker ascolta un messaggio di suo padre che le chiede di non fidarsi di nessuno al Centro e continua a spingerla a catturare Jarod. Il simulatore, invece, va a cercare Emily all'ultimo indirizzo che gli ha fornito White, ma la ragazza se n'è andata la mattina stessa perché pensava di essere seguita. Così a Jarod non rimane che chiamare Miss Parker, a cui dice che almeno una famiglia l'hanno riunita. Parker è sconsolata quanto lui e Jarod aggiunge che anche se il mondo cambia, per loro due è sempre lo stesso: sono sempre soli.

## Abisso
- Titolo originale: Survival
- Diretto da: Terrence O'Hara
- Scritto da: Mark M. Dodson

### Trama
Miss Parker e Lyle sono a Plano in Texas a vedere l'ultimo posto in cui stava Jarod: si tratta di un container dove si faceva chiudere per giorni interi da un tale di nome Junior. Una volta all'interno, Lyle nota un bottone rosso con un cartello che indica "non schiacciare". Miss Parker gli intima di non premere il tasto, ma Lyle lo schiaccia e i due rimangono chiusi dentro, rendendosi subito conto che è proprio quello che voleva Jarod.
Il ragazzo prodigio, invece, si trova al Centro di addestramento di Fort Blaine, dove finge di essere un militare del Dipartimento di Indagini Criminali dell'Esercito per fare luce sulla morte di un soldato. Dopo essersi chiuso per tre giorni nel posto in cui il soldato Scott Rion si è suicidato, Jarod parla con i suoi colleghi e superiori. Si tratta di un'unità in cui fanno addestramenti alla prigionia per valutare se i soldati possano reggere in condizioni estreme di sopravvivenza. La versione ufficiale del colonnello Dance e del capitano Robert Saunders è che Rion si è suicidato, ma Jarod promette che indagherà a fondo.
Al Centro, Broots capisce che Lyle e Parker sono scomparsi e inizia a cercarli; Parker, nel container, si rende conto che Jarod li sta sfidando a sopravvivere chiusi lì dentro. Il simulatore ha anche preparato dei video che partono a orari preimpostati e delle cavallette alla griglia. Parker e Lyle si sfidano: mentre lei mangia una cavalletta per dimostrargli che ne ha il coraggio, ci trova dentro una chiave. Intanto, il container viene preso in gestione e portato via su un camion.
Jarod fa amicizia con il tenente Kimbrell, che era amica di Rion, l'unico che la trattava con rispetto. La donna rivela che Rion aveva chiamato il padre il giorno prima del test per dirgli che aveva scoperto un ufficiale che aveva commesso un'infrazione grave, e voleva denunciarlo. Jarod si presenta all'unità di addestramento di sopravvivenza per condurre le indagini: i soldati spiegano che nessuno era entrato nella "fossa" in cui stava Rion, che deve essersi per forza suicidato. Jarod guarda le foto del soldato, che si era fatto degli strani segni sulla pancia, tagliandosi. Osservando meglio, capisce che erano una scritta: "Abyss".
Jarod va alla ricerca del gruppo di soldati, partiti per un rito di iniziazione e spariti nel bosco guidati da Saunders. Il soldato Seelye, infatti, deve essere marchiato a fuoco per "entrare nel gruppo", e Jarod segue le tracce della truppa per raggiungerli. Il Capitano Saunders dice che tutti volevano che Rion ce la facesse a sopravvivere, ma Jarod è convinto che qualcuno ne sappia di più e sia un "nemico" di Rion. Si dimostra dunque fondamentale, in ambito di sopravvivenza, capire quali siano gli "amici" e quali i "nemici".
Il container intanto è in viaggio e parte un nuovo messaggio di Jarod, che stuzzica i due fratelli a cercare di accendere un fuoco per scaldarsi, ricordando loro che "i poli opposti si attraggono". Parker riesce così ad accendere un fuoco usando la batteria dell'auto lasciata da Jarod. Poi trova degli articoli di giornale che parlano di Lyle come indiziato per alcuni omicidi di studentesse straniere, e l'uomo li brucia. Più tardi, Lyle spiega a Parker che in realtà lui è stato solo sospettato per gli omicidi di quelle ragazze e si era trovato coinvolto in un crimine il cui vero responsabile era l'ex-ragazzo di una delle due studentesse. Parker, in realtà, è convinta che sia stato Lyle a far incolpare un altro uomo innocente, solo per sopravvivere. Poco dopo intuisce che la chiave lasciatale da Jarod apre un portagioie trovato nel container. Dentro c'è un orologio di sua madre.
Sydney, intanto, è divertito da ciò che Jarod ha fatto a Parker e Lyle, Broots invece è preoccupato e continua a cercare il tragitto del camion per scoprire dove è diretto.
Jarod continua a indagare sui membri della squadra e scopre il progetto "Abyss" collegato a Saunders. Durante la notte, Jarod salva il tenente Kimbrell dall'esplosione della sua auto, per poi scovare il soldato Seelye che vaga da solo e pensieroso. Quando va a parlarci per farlo confessare, Seelye rivela che Rion aveva urlato tutta notte prima di morire e che chiamava il capitano Saunders. Così il simulatore riguarda ancora i video del Centro di quando Sydney gli aveva fatto studiare il comportamento degli ex-prigionieri di guerra: aveva scoperto che gli effetti della prigionia dipendevano dalla volontà di sopravvivere dei singoli.
Il tenente Kimbrell va a cercare Jarod nel suo alloggio perché vuole scoprire la verità su Rion e gli racconta che il capitano Saunders le aveva fatto delle avances pesanti e lei si era confidata con Scott. Saunders, una sera, aveva cercato di abusare di lei, ma Scott l'aveva salvata e aveva minacciato di denunciarlo. Jarod intuisce quindi che Saunders ha indotto Scott al suicidio drogandolo perché perdesse il controllo e il ragazzo, prima di perdere il senno, si era sfregiato il ventre con la scritta "Abyss" per far capire chi fosse il colpevole. "Abyss", infatti era un progetto seguito da Saunders che riguardava droghe per interrogare prigionieri di guerra.
Lyle e Parker continuano il loro viaggio; lei gli spiega che l'orologio lo usava per cronometrare i suoi tempi quando nuotava da ragazza. Un giorno in cui era al lago ed era andata al largo, la sua barca era affondata e stava per morire annegata. Però aveva usato l'orologio per salvarsi perché ne sentiva il ticchettio che le faceva venire in mente Catherine, a cui era appartenuto l'orologio. Salvata dal padre, si era comunque resa conto che in realtà era stato l'orologio a farla sopravvivere. L'aveva perso anni dopo, ma Jarod, come sempre, ha ritrovato un pezzo importante del suo passato.
Jarod prepara una droga per Saunders, mentre Broots e Sydney raggiungono il container che è stato spedito al Centro. Broots spiega che potevano aprire immediatamente, bastava tirare la leva con il cartello "non tirare". Nel frattempo ha anche trovato Jarod nel campo di addestramento, che si trovava proprio in Texas da dove sono partiti.
Jarod aspetta che Saunders mangi il suo kit di sopravvivenza e stia male, poi lo porta nella fossa per far rivivere a lui la stessa notte terribile di Scott Rion. Poi lo obbliga a confessare di aver drogato Rion, prima di lasciarlo in balia della droga. Alla base arrivano Miss Parker e Lyle, ma Jarod riesce a scappare appena in tempo dopo aver salutato il tenente Kimbrell.
Jarod chiama Miss Parker e le dice che per sopravvivere si deve capire chi è un "amico" e chi un "nemico". Lei gli chiede se con la scampagnata nel container volesse farle capire che Lyle è un suo nemico e Jarod un amico, lui risponde "forse", ma soprattutto voleva dirle che deve essere disposta a fare qualunque cosa per sopravvivere, perché Lyle lo farà di certo. Poi va a vedere la cerimonia degli onori per Scott al cimitero.

## Il volo dell'angelo
- Titolo originale: Angel's Flight
- Diretto da: Chuck Bowman
- Scritto da: Tommy Thompson

### Trama
Jarod è a San Francisco e vede un uomo appendere degli avvisi che riguardano la sua figlia scomparsa. Così si finge un agente e va a ispezionare la camera della ragazza, Jessica Bracken, che si era avvicinata all'esoterismo dopo la morte della madre e leggeva libri sugli angeli. Dentro a uno di essi, Jarod trova un invito per un locale che si chiama "Gates of Hell" (Cancelli dell'inferno). Oltre a questo, Jarod sta soggiornando in un Museo delle Cere, perché ha da poco aiutato il Signor Kleinman (il proprietario) a ristrutturarlo. Lì sta creando un volto senza attributi da inviare a Miss Parker, insieme a un biglietto che recita "Attenzione agli estranei che portano doni". Kleinman lo introduce alle ostriche e Jarod versa un po' della loro acqua sul biglietto, per far sì che Broots lo rintracci. Poi decide di entrare nella parte di un amante dell'esoterismo e si reca al locale, dove incontra il mago Hawk, un furfantello che cerca di convincere i suoi adepti che è capace di leggere nei loro cuori ciò che più li fa soffrire. Per fare ciò "fa apparire" sulla loro pelle il nome della persona o della cosa che ha provocato in loro dolore. Jarod vuole entrare nelle sue grazie e gli chiede di insegnargli i trucchi del mestiere, fra i quali il "volo dell'angelo" che ha appreso leggendo delle cronache di Houdini.
Al Centro, intanto, arriva il suo pacco e nel frattempo Broots scopre che Lyle sta aspettando l'arrivo di un pezzo grosso del Centro. Il volto è ancora senza particolari. 
Jarod intanto segue Hawk alla sua riunione con i discepoli, dove assiste mentre convince un ragazzo a rivelare delle violenze subite da suo padre. Jarod sfida Hawk a provare anche con lui, ma il mago non sembra ancora propenso a farlo. L'assistente di Hawk, Kessler, sembra non credere davvero a ciò che il suo capo fa e Jarod capisce che sa qualcosa sulla scomparsa di Jessica. 
Al Centro arriva il terzo pacco di Jarod, che contiene gli occhi per la maschera di cera. Ogni pacco aveva un biglietto allegato: il secondo recitava "non sentire il male", il terzo "non vedere il male". Quando un po' di tempo dopo arriva anche il pacco con la bocca, (con allegato il biglietto "non dire il male"), Miss Parker si accorge che su tutti i foglietti c'è uno strano odore causato da una macchia, così chiede a Broots di farli analizzare.
Jarod, nel frattempo, fa delle ricerche sul computer di Hawk e scopre dei file che contengono le informazioni sulle vite dei suoi discepoli, fra i quali Jessica, che a quanto dice lui avrebbe assistito al suicidio della madre; in un cassetto, invece, trova molti oggetti preziosi e capisce perché Hawk si comporta come un "mago". Dentro c'è anche il ciondolo dell'angelo che aveva Jessica. Hawk scopre che Jarod l'ha spiato, e chiede a Kessler di ucciderlo. Jarod parla di nuovo col signor Bracken, che gli rivela che la moglie si era uccisa buttandosi da un tetto, e da allora Jessica è ossessionata dagli angeli.
Jarod sale sul tetto del palazzo di Hawk e trova del sangue per terra; seguendo la scia scopre delle macchie che conducono a uno scantinato e infine al corpo di Jessica. Kessler, che l'ha seguito, lo minaccia con un'arma, ma non ha il coraggio di sparare. Jarod gli spiega che Jessica è ancora viva e ha bisogno di lui per smascherare Hawk. Kessler racconta che il mago aveva spinto Jessica dal tetto perché aveva scoperto il suo imbroglio. I due preparano insieme un piano per far confessare Hawk.
Al Centro, Broots spiega che l'odore dei biglietti proveniva da acqua di ostrica di Alcatraz e che la cera veniva usata solo in un museo in particolare, quello di San Francisco. Dopo averlo chiamato, ha poi trovato un messaggio registrato da Jarod che invita loro tre a raggiungerlo e a portare con loro la testa misteriosa. Quando i tre arrivano al museo, il signor Kleinman mostra loro una stanza progettata da Jarod: dentro ci sono le loro tre teste infilate in un marchingegno per la ghigliottina. Quando Parker infila la testa di cera sul corpo del boia, il macchinario si avvia e le loro tre teste finte vengono decapitate.
Alla riunione di Hawk, Jarod interviene e lo smaschera davanti ai suoi discepoli quando il "mago" vorrebbe gettarsi dal tetto con la sua corda di sicurezza, ma non la trova. Una volta detta a tutti i ragazzi la verità, Jarod invita Hawk a gettarsi comunque se crede davvero nel volo dell'angelo, e lui decide di farsi cadere dal tetto. Jarod, ovviamente, aveva previsto la mossa e preparato un gonfiabile sotto al palazzo.
Al Centro, Parker e gli altri si chiedono di chi sia la testa. Quando arriva l'uomo che stava aspettando Lyle, il signor Cox, scoprono che la testa era proprio un ritratto del nuovo collega, e Parker capisce che Jarod ha voluto dare loro un messaggio: Cox è la "falce della morte".
A fine episodio, Jessica esce dall'ospedale e ringrazia Jarod insieme a suo padre, per poi regalargli il ciondolo a forma di angelo.
- Nota. In questo episodio Jarod scopre le ostriche.

## Affari scabrosi
- Titolo originale: Risque Business
- Diretto da: Terrence O'Hara
- Scritto da: Andrew Dettman e Daniel Truly

### Trama
Miss Parker, Sydney e Broots fanno visita nell'ultimo posto in cui ha lavorato Jarod, un Istituto per gli studi della riproduzione degli animali. Lì apprendono che era molto interessato agli accoppiamenti delle scimmie, e ha lasciato dietro di sé un gran quantitativo di giocattoli sessuali. In realtà, Jarod sta simulando di essere un dottore per la terapia di disturbi sessuali in una clinica diretta dal dottor Paul Arnett. Al Centro Miss Parker è ancora divertita dall'atteggiamento di Jarod, mentre Broots cerca di flirtare con lei in modo disastroso. Lyle li informa che diventerà il nuovo supervisore nella caccia a Jarod e d'ora in poi dovranno riferire tutto a lui. Non appena Lyle lascia la stanza, Sydney trova una fattura nello scatolone lasciato da Jarod: si tratta della ricevuta di un sito internet sul quale il simulatore avrebbe comprato tutto il materiale.
Jarod sta sostituendo la dottoressa Melissa Blass, aggredita qualche tempo prima da un suo paziente, Luke Carlo, un ex-detenuto che stava aiutando. Per indagare su quanto avvenuto, Jarod usa anche i filmati ripresi e catalogati dal tecnico Tony, che gli mostra anche una seduta del dottor Arnett con un maniaco sessuale, col quale riesce a comunicare per la sua dote di sapersi immedesimare nel loro modo di comportarsi. Jarod sente Arnett raccontare della sua estrema paura dell'acqua in seguito a un incidente avuto da ragazzo.
Sydney sbircia Broots mentre disegna un ritratto di Miss Parker in versione "sexy" e lo esorta a dirle ciò che prova per lei. Poi lo spinge ad andare insieme a Parker a fare visita all'indirizzo reale del sito internet "lustyfun.com".
Jarod va a fare visita a Melissa e la convince a fidarsi di lui, poi le chiede di spiegargli cosa le sia accaduto la notte dell'aggressione alla "locanda dell'Eros", un hotel dove l'aveva attirata Luke per parlare. La donna sembra ancora sconvolta e ossessionata, forse fin troppo. Jarod riguarda i video delle sedute di Luke e scopre che abita nel "quartiere della carne", dove va subito a cercarlo. Quando lo trova, Luke fugge gridando che non è stato lui a violentare la dottoressa Blass.
Miss Parker e Broots vanno all'indirizzo recuperato e trovano una casa all'apparenza normale, ma dove abitano due coniugi indaffarati a vendere giocattoli sessuali via internet. Miss Parker ne approfitta per far capire a Broots che alle donne non piacciono gli uomini che sbandierano i loro sentimenti, e che secondo lei un uomo deve solo "provarci" per vedere se l'altra ci sta. Quando Broots prova ad avvicinarla, lei nemmeno se ne rende conto. Il venditore comunica a Parker che Jarod sta ancora ricevendo degli articoli dell'ultimo ordine, e lei si fa dare l'indirizzo a cui li sta spedendo. Non appena se ne vanno lei e Broots, però, l'uomo chiama qualcuno dicendo che sono appena andati via.
Jarod torna da Melissa e cerca di farle fare una terapia sensoriale, portando della sabbia e i suoni registrati del mare per calmarla. Lui non pensa che sia stato Luke ad aggredirla e le chiede se l'abbia davvero visto quella notte. Quando la donna diventa quasi paranoica, Jarod la vede prendere delle pillole e una cade in un bicchiere d'acqua che diventa rossa. Analizzando la composizione di vari farmaci Jarod si rende conto che in realtà nella scatola data a Melissa ci sono pillole di "Daronex", che se preso in dosi eccessive può anche causare depressione e crisi di panico eccessive e forte ansia. Il collega Alan Covney gli spiega che ha prescritto lui il farmaco a Melissa, ma gliel'ha portato Arnett.
Miss Parker e Broots raggiungono l'indirizzo di Jarod e trovano altri giocattoli sessuali, nonché un computer ancora caldo che fa pensare loro che Jarod possa essere ancora lì. Poi Parker nota una ciotola di pistacchi sul tavolo e, pensierosa, invita Broots ad andarsene immediatamente.
Jarod scopre che Arnett e Melissa stavano in un campus universitario insieme e c'erano state diverse aggressioni sessuali, una delle quali anche a lei. Ora che le pillole di daronex non fanno più effetto su di lei, Jarod invita Melissa a parlare della prima aggressione. Lei racconta che anche allora l'avevano violentata, ma aveva superato la cosa, ora non sa se ci riuscirà.
Jarod trova Luke nel parco in cui va spesso a rilassarsi e gli chiede di dirgli la verità: Luke aveva attirato la dottoressa Blass all'hotel su richiesta del dottor Arnett, che minacciava di rimandarlo in prigione in caso di rifiuto. Jarod allora parla con Arnett e gli chiede cosa spinga un maniaco ad attaccare una donna: lui spiega che si tratta di volontà di controllo, che si manifesta con l'umiliazione della vittima. Jarod sfrutta una delle sue pazienti, Monique, per attirare Arnett in una trappola: la fa travestire da Melissa e poi inietta un sedativo a Paul, che si risveglia legato in una vasca da bagno e pronto ad affrontare la sua peggiore paura. Così facendo, Jarod lo fa confessare ciò che ha fatto se non vuole annegare.
Miss Parker torna al Centro e affronta Lyle, al quale dice che la sceneggiata non ha funzionato perché ha sbagliato in un piccolo dettaglio: Jarod è allergico ai pistacchi. Broots, colpito dal modo di fare della donna, prova a confidarle i suoi sentimenti, ma lei lo ferma prima che lui possa parlare. Gli dice che le è caro, ma non succederà mai niente fra loro.
Jarod saluta Melissa, che inizia a uscire di nuovo di casa, e le augura di riprendersi presto.
- Nota. In questo episodio scopriamo che Jarod è allergico ai pistacchi.

## In viaggio verso casa
- Titolo originale: Road Trip
- Diretto da: Frederick King Keller
- Scritto da: Andrew Dettman e Daniel Truly

### Trama
I tre delle meraviglie seguono delle coordinate lasciate da Jarod e si trovano al confine del Kansas, dove il simulatore ha lasciato per loro uno spaventapasseri. Sotto ci trovano un mattone giallo con sopra un indirizzo, e capiscono di dover "seguire la strada di mattoni gialli", proprio come ne Il mago di Oz.
Jarod è in una tavola calda dove entra una donna in fuga da un uomo; lei lo sfrutta per nascondersi, baciandolo appassionatamente, così Jarod la insegue e sale in macchina con lei per aiutarla. In realtà l'uomo da cui sta scappando è un poliziotto, così Jarod invita la ragazza a costituirsi. Lei gli spiega che sta scappando da Vince, il suo ex-fidanzato, poi dice di chiamarsi Zoe e invita Jarod ad andare a Est con lei.
Intanto Miss Parker, Sydney e Broots vanno nel luogo indicato da Jarod e un nano si rivolge a lei chiamandola Dorothy. L'uomo li invita a seguire la strada di mattoni gialli in un magazzino, dove li chiude finché non sentirà "le parole magiche". Così i tre sono obbligati a seguire il tragitto obbligato.
Zoe compra una caraffa di limonata a 200 dollari per fare felici due bimbe che le ricordano lei e sua sorella da piccole; la donna ha anche una borsa piena di contanti, e Jarod vuole che dica la verità sui soldi. Così Zoe ammette che è scappata da Vince perché la picchiava e ha portato via tutti i suoi risparmi. Infastidita dal suo comportamento, Zoe lascia Jarod in una stazione di servizio, ma viene raggiunta da un altro poliziotto che vorrebbe arrestarla per rapina a mano armata (accusa falsa, messa in giro da Vince). Quando viene portata in prigione, Jarod interviene e finge di essere l'uomo della scorta che dovrà portare via Zoe. Riesce a convincere il poliziotto a rilasciarla e va via con lei proprio mentre sopraggiunge Vince. Zoe lo bacia di nuovo e i due scappano via in macchina.
Jarod si confida con Zoe e le dice che cerca la sua famiglia da anni; anche lei è andata via da casa a 16 anni, e ora sente la mancanza di sua nonna e della sua gemella, Katie. Zoe poi decide di portare Jarod in un viaggio "on the road".
Intanto Parker e gli altri seguono i mattoni gialli e arrivano a una prima tappa, dove trovano un modello di Big Jim che Broots ricorda di avere avuto da bambino. Probabilmente si tratta proprio di quello che usava lui da piccolo: era affezionato al giocattolo, che gli aveva fatto compagnia e ricordato casa sua durante la varicella passata in completo isolamento. 
Zoe porta Jarod a trovare sua nonna e finge che lui sia suo marito. Ci sono anche sua sorella Linda e suo marito Greg, che non conosce perché non è nemmeno andata al loro matrimonio. Ha anche un altro fratello, Mark, ma Zoe non ha a che fare con loro da anni. Quando la donna finge che Jarod sia un ingegnere aeronautico, Greg gli fa alcune domande tecniche e Jarod simula alla grande, sorprendendo persino Zoe.
La seconda tappa del "Regno di Oz" è per Sydney: i tre colleghi trovano un giradischi e un disco con una canzone francese, "Le mots d'amour" (Le parole d'amore). Sydney racconta del suo ritorno a casa dopo la guerra e di come avesse trovato il disco fra le rovine. Quando lui e Jacob lo ascoltavano, ripensavano ai genitori che ballavano su questa canzone. Miss Parker si chiede cosa stia cercando di dire Jarod e Sydney si rivela contento che lui stia tirando fuori questi ricordi.
La terza tappa, ovviamente, è per Miss Parker, che trova un ditale in un cestino da picnic. Racconta agli amici che da piccola un giorno era rimasta chiusi in casa con suo padre e sua madre dopo una forte nevicata e avevano giocato a Monopoli tutto durante la tormenta. Finalmente lei e Sydney capiscono che Jarod sta cercando di dire loro che "non c'è nessun posto come la propria casa". Il nano voleva sentirsi dire proprio queste parole e quando Miss Parker lo minaccia di sparargli se non apre la porta, lui finalmente li fa uscire dal magazzino.
Jarod guarda le foto di Katie e scopre che la gemella di Zoe è morta anni prima e lei ne era rimasta sconvolta, per questo era andata via di casa. Zoe lo ringrazia per avere finto di essere suo marito, voleva che sua nonna fosse felice. Jarod però scopre delle sue ricette mediche e capisce che Zoe è molto malata. La donna rivela di non volersi curare perché la chemio è anche più angosciante della malattia. Zoe e Jarod scappano via dalla casa della nonna, con lei convinta di voler rinunciare a curarsi, ma anche di voler vivere intensamente il tempo che le rimane.
Al Centro, intanto, è arrivata una sagoma della strega cattiva dell'Ovest (che assomiglia vagamente a Miss Parker). Parker le getta addosso dell'acqua e la strega si scioglie: sotto di lei c'è un altro mattone giallo, che dice di tornare allo spaventapasseri.
Jarod e Zoe raggiungono un motel dopo aver passato un giorno in giro a divertirsi. Durante la notte i due si tuffano in una piscina e fanno anche il bagno di mezzanotte. La mattina dopo, però, Zoe lega Jarod al letto con delle manette per scappare via, dato che vuole "finire a modo suo". Però mentre esce dal motel, Vince la raggiunge e dice di volerla riportarla a casa. Jarod si libera e Vince lo minaccia con una pistola. Così i due si picchiano e, anche se Jarod ha la meglio, Zoe scappa da sola in macchina e raggiunge un dirupo. Jarod la segue dopo aver parlato con sua nonna: quello è il posto dove era morta sua sorella Katie. Zoe si sente in colpa perché era stata lei a chiederle di arrampicarsi e Katie era scivolata, così ora vorrebbe uccidersi e crede di non meritare di vivere per ciò che è accaduto. Jarod la invita ad andare avanti e a stare con le persone che ama per superare la sua malattia.
In Kansas, lo spaventapasseri è cambiato: ora ha le scarpette rosse ai piedi e i tre inseguitori trovano un biglietto lasciato da Jarod che recita: "Non c'è nessun posto come la propria casa, tutti ne meritano una. Allora perché non mi lasciate in pace e mi fate trovare la mia?"
Jarod deve andare via e lasciare Zoe, con grande rammarico. Ma almeno sa che la donna ha deciso di combattere e rimanere con la sua famiglia per affrontare il cancro.
- Nota. In questo episodio Jarod scopre gli stand dei bambini per vendere le limonate e i viaggi "on the road". Inoltre sono evidenti i riferimenti a Il mago di Oz.

## Sfida estrema
- Titolo originale: Extreme
- Diretto da: Scott Lautanen
- Scritto da: Steven Long Mitchell e Craig W. Van Sickle

### Trama
Jarod è pronto a fare bungee jumping, però trova il tempo di lasciare ai tre inseguitori una versione da tavolo di The match game e dei libri sul rischio e sulle acrobazie estreme. Jarod è un dottore e ha in cura Tony Goltz, rimasto gravemente ferito dopo un salto di bungee jumping. La madre gli spiega che stava cercando suo padre ed era andato via di casa tempo prima per trovarlo. La madre ha anche ricevuto da qualcuno il suo borsellino, contenente delle foto di Tony scattate dalla sorella Carrie. Jarod decide di andare a cercare Zed, l'amico spericolato di Tony con cui il ragazzo correva in moto. Per farlo Jarod fa una gara in moto con Shay, una ragazza della "tribù" di Zed.
Lyle parla con Miss Parker del fatto che mentre Jarod sta cercando il rischio, lui ama la natura, nella quale ristora la sua anima. La sorella ironizza sul fatto che lui abbia un'anima, poi riceve l'ennesimo regalo da Jarod: una versione del "gioco delle tre porte", come nel programma Let's Make a Deal. Le tre porte si apriranno a scadenze preimpostate e dietro la prima trovano il conto di un ristorante, "The Hidden Truth" (La verità nascosta) una ricevuta firmata da una cameriera di nome May Lin.
Jarod intanto raggiunge Zed, che lo invita ad unirsi al suo gruppo di spericolati. I due si sfidano in moto dirigendosi l'uno contro l'altro per fare a chi si sposta per primo: Jarod cede e si sposta, cadendo a terra ma ottenendo il rispetto di Zed per aver resistito più di chiunque altro, persino Tony. Più tardi, Jarod va a una festa e parla con Shay, che gli racconta di Tony e del suo incidente col bungee jumping. Zed invita Jarod a camminare sui carboni ardenti per testare la sua resistenza.
Al Centro si apre la porta numero 2, che contiene un video registrato da Jarod che si paragona Monty Hall e invita Miss Parker a giocare con lui per vincere il premio, ossia un viaggio ai "cottage dell'amore" in Virginia. La donna è visibilmente divertita dalla sua parodia del conduttore, poi decide di andare a visitare i cottage.
Jarod investiga su chi ha consegnato le foto di Tony alla madre. Scopre così che il portafogli l'aveva restituito un venditore di hotdog, che l'aveva trovato in un cespuglio vicino a un palazzo dove un ladro aveva derubato un mercante di monete per poi scappare lanciandosi con una corda. Nel garage di Zed, Jarod trova le monete rubate e una foto del gruppo di amici con Tony; Shay spiega che Tony era come il numero 2 nel gruppo e che tutti i componenti dovevano fare una "grande prova" per essere accettati. Per testare il coraggio di Jarod, Zed lo lega con delle catene a una sedia per poi buttarlo bendato in una piscina; solo dopo alcuni secondi, Zed gli lancia le chiavi. Con un po' di difficoltà, Jarod si libera e Zed gli dà il benvenuto nel gruppo.
Parker intanto va a cercare informazioni nella casa di May Lin, il cottage indicatole da Jarod; la ragazza era sparita una notte senza pagare il conto e aveva abbandonando tutte le sue cose.
Jarod intuisce che Shay in realtà è Carrie, la sorella di Tony, che gli rivela di essere andata a scoprire cosa gli è successo. Tony era andato a stare con Zed perché gli aveva fatto credere di aver conosciuto il padre, ma più tardi aveva scoperto che era morto anni prima, poco dopo il suo abbandono. Così Tony aveva deciso di affrontare Zed, che gli aveva mentito. Shay chiede a Jarod di non intromettersi e di farle risolvere la cosa da sola.
Al Centro si apre la porta numero 3: contiene una pala e un messaggio di Jarod che li invita a scavare all'indirizzo di casa di Lyle.
Zed invita Shay/Carrie alla sua grande prova, che consiste nel rubare dei progetti in un ufficio di una villa. Per crearle più difficoltà, Zed avvisa anche la sorveglianza. Jarod fa in modo di andare ad aiutarla: mentre la polizia arriva, lui va a recuperare Carrie, che si è ferita rompendo il vetro. Riesce a portarla in salvo, beccandosi anche una pallottola. Analizzando i progetti rubati, Jarod scopre che riguardano un'azienda che fa da copertura per riciclaggio di denaro sporco.
Di nuovo all'ospedale, Jarod viene seguito da uno degli uomini di Zed. Proprio quando capisce che è arrivato il momento di andarsene con Shay, Zed li scopre e decide di uccidere Jarod. Lo getta di nuovo in acqua, stavolta legato con delle manette e senza possibilità di liberarsi, ma lui usa la fibbia della cintura per aprire le manette e salvarsi.
I tre del Centro vanno a casa di Lyle, ancora in campeggio, e trovano un arredamento orientaleggiante. Trovano anche il suo conto spese, che riporta molte cene al ristorante di May Lin. Broots trova delle pale con del fango rosso, come quello che Miss Parker aveva sotto le scarpe dopo essere andata al cottage di May Lin. Dietro una porta, i tre trovano quella che sembra una baracca, come quella in cui Lyle veniva chiuso dal patrigno da bambino. A detta di Sydney, probabilmente ci si chiude anche ora per sentirsi al sicuro. Parker capisce che Lyle ha ucciso May Lin e probabilmente altre donne asiatiche, portandole in quella baracca per torturarle e ammazzarle.
Zed porta Shay all'azienda dove devono rubare i soldi, ma Jarod interviene e chiude i due compagni dietro una porta, per poi fare scattare l'allarme. Shay torna da sua madre, mentre Jarod porta Zed a fare bungee jumping, solo che stavolta lo minaccia di farlo cadere. Zed confessa di aver causato l'incidente di Tony, poi Jarod lo fa cadere nel vuoto (ovviamente la corda regge al salto).
Lyle torna al Centro e sembra rilassato, e i tre colleghi fingono di non sapere quello che hanno scoperto. Jarod chiama Miss Parker e afferma che qualcuno deve fermare Lyle, lei promette di tenere gli occhi aperti e dice anche che hanno corso un grosso rischio ad andare nel suo appartamento. Jarod commenta che a volte vale la pena correre rischi. Alla fine, Tony si è risvegliato e si è ricongiunto alla sorella.

## Violet
- Titolo originale: Wild Child
- Diretto da: Michael Klick
- Scritto da: Joel Metzger

### Trama
Jarod invia delle foto ai suoi inseguitori: ritraggono Miss Parker e i suoi colleghi durante i loro spostamenti, ma sembrano focalizzarsi su di lei. Jarod la chiama e le comunica che sta cercando di aiutarla, e anche suo padre. La donna spiega a Syd e Broots che c'è una taglia sulla testa del padre e forse la stanno seguendo per arrivare a lui.
Jarod invece è nello Utah a pescare e si ritrova coinvolto in una situazione difficile quando scopre che una bambina cresciuta allo stato brado è stata ritrovata e portata in un ospedale, dove due specialisti sull'isolamento delle specie e sulla vita selvaggia, il Dr. Wolverton e il Dr. Bennett, vogliono studiarla. Con loro collabora la dottoressa Anne Sulvane. Jarod si finge lo psichiatra statale mandato per dare un consulto sulla ragazza.
Al Centro Broots scopre che le foto sono forse state scattate da un uomo che si fa chiamare "Gufo" e le ha mandate al Triumvirato; le rivela anche che è il soprannome usato dal Signor Cox. Parker capisce che Jarod l'ha chiamata per avvisarla, proprio come quando le aveva fatto vedere le teste di cera decapitate dalla "falce della morte" impersonata da Cox.
Jarod si scontra fin dall'inizio con i due dottori che trattano la ragazza come un esperimento, un animale da studiare. I due pensano che non possa vivere all'aperto perché è sempre stata isolata dal mondo; solo Anne sembra volere aiutare Jarod con la ragazza, ma gli dice anche di non voler farsi coinvolgere troppo.
La ragazza coglie un momento di distrazione generale per scappare dalla finestra; i due dottori vorrebbero inseguirla e addormentarla con dei dardi tranquillanti, ma Jarod trova la cosa inaccettabile e riesce a trovarla prima di loro, scoprendo che si è arrampicata su un albero. Quando la riporta nella sua stanza, la riempie di piante, convinto che non possano farle male nonostante i rischi di infezioni per la poca presenza di anticorpi nel suo organismo. A questo punto Jarod le dà un nome: Violet. La ragazza inizia a fare dei suoni che sembrano parole, ma poco dopo ha una sorta di crisi epilettica. Jarod scopre che è stata colpita da una sindrome influenzale banale, ma rischiosa viste le poche difese immunitarie. Jarod intuisce che il virus è arrivato dal contatto con la sua bambola, che infatti è stata infettata da qualcuno che voleva ucciderla affinché non iniziasse a parlare. Anne si avvicina molto a Violet, ma ha paura di affezionarsi troppo. Spiega a Jarod che tempo prima ha perso un figlio, e ora teme di amare qualcuno di nuovo. Jarod decide di portare via Violet e la fa scappare con l'aiuto di Anne.
Intanto Broots e Miss Parker seguono Cox di notte e scoprono che raccoglie foto di animali morti e ne porta via i corpi.
Jarod ed Anne cercano il posto dove Violet aveva vissuto e scoprono la sua tana in una zona vicino a una pozza d'acqua calda; poco lontano la bambina mostra loro un aereo caduto e i resti dei suoi genitori. Jarod trova anche il cavo di una videocamera e scopre così un rifugio dove qualcuno riprendeva la ragazza e la osservava di nascosto.
Al Centro, Broots arriva da Miss Parker con delle foto che Cox ha fatto a un funerale: l'uomo si è scambiato dei sacchi neri con un tizio all'obitorio e li ha fatti mandare nell'ala Est del SL-6 del Centro. Quando i due la raggiungono, ci trovano una stanza che Cox ha fatto diventare il luogo in cui esercita il suo hobby: la tassidermia. Cox parla con Miss Parker di suo padre e ammette anche di non aver scattato le foto che la ritraggono.
Intanto Jarod trova delle cassette nello studio di Wolverton: sono filmati che riguardano gli anni trascorsi da Violet nella natura, obbligata a vivere come una selvaggia basandosi solo sul proprio istinto. In uno dei video si vede anche Wolverton che l'aveva aiutata a liberarsi da una trappola.
Broots scopre che le foto sono state scattate con una macchina fotografica che corrisponde a un tipo comprato da Lyle poco tempo prima; Parker accusa il fratello di essere lui a voler uccidere il padre, ma lui rivela che ha scattato le foto per prepararle un alibi su richiesta dello stesso Signor Parker, che gli ha scritto dicendogli di non fidarsi di nessuno. Intanto le comunica anche che Matumbo tornerà in città a breve.
Jarod prepara la trappola per Wolverton e lo attira da Violet, sparandogli un dardo tranquillante. Poi lo abbandona nudo in un dirupo, minacciandolo di lasciarlo lì da solo se non dice la verità. Come sempre, il dottore confessa le sue colpe, disperato per ciò che ha fatto "in nome della scienza" per poter studiare i comportamenti della povera Violet.
Anne decide di adottare la bambina, che dice addio a Jarod regalandogli un fiore e ricordandogli che la porterà nel cuore. Jarod le augura di vivere una bella vita e poi, solo come sempre, se ne va.
- Nota. In questo episodio Jarod scopre la pesca. Inoltre si viene a sapere che a Miss Parker sono state asportate le tonsille quando era una bambina.

## Terrore in ospedale
- Titolo originale: Rules of Engagement
- Diretto da: Rodney Charters
- Scritto da: Ethan Lawrence

### Trama
Broots dice a Miss Parker di aver trovato Jarod e che se fanno in tempo questa volta possono catturarlo; la donna però riceve una chiamata del padre, che vuole vederla subito. Così lei chiede a Broots e Sydney di farle guadagnare tempo. Incontra anche Raines, che le dà un santino con una preghiera.
Jarod, invece, si trova coinvolto suo malgrado in una faccenda complessa: due fratelli, Cam e Billy Larsen, prendono in ostaggio due donne e una paziente in una stanza dell'ospedale St. Mary a Fletcher Ridge, nell'Illinois, dove il padre è ricoverato per una grave malattia. La sorella Sarah vuole chiamare la polizia, ma non ha soldi, così Jarod le presta il cellulare e glielo lascia, decidendo di correre all'ospedale e fingersi l'addetto ai negoziati mandato dall'ufficio dell'F.B.I. di Chicago. Cam e Billy hanno rancore verso l'ospedale per qualche motivo, e Jarod prende la situazione in mano anche contrastando le idee dello sceriffo Bowen, che vorrebbe subito fare intervenire le squadre speciali con le armi. I due fratelli dicono a Jarod che vogliono esattamente 41.322,17 dollari. 
Miss Parker va alla discarica dove il padre le ha dato appuntamento e lui le chiede di prenderle dei soldi nascosti in una cassetta di sicurezza nel SL-22 del Centro, le lascia anche una chiave per aprirla. L'uomo sparisce, mentre Broots continua a chiamare Miss Parker per ricordarle che devono partire con Lyle per andare a prendere Jarod e il fratello continua a chiedere di lei.
L'amministratrice dell'ospedale Rebecca Simons e il primario Stephen Franklin si fanno vedere poco collaborativi e Jarod intuisce che forse il dottore ha curato il signor Larsen troppo frettolosamente. Poi Jarod parla di nuovo con Sarah, che gli ridà il suo cellulare e dice che non lo aiuterà a far finire i fratelli in prigione, perché anche se stanno sbagliando, combattono per una causa giusta. Jarod crea una telecamera telecomandata e la infiltra nei condotti dell'aria per spiare cosa succede nella stanza occupata dai due fratelli. Poi chiama Cam e promette di ridare la corrente elettrica alla stanza se lui libererà un paio di ostaggi. In quel momento, però, un cecchino spara dei colpi dalla finestra, rischiando di uccidere Billy. Cam se la prende, ma Jarod gli chiede di parlare faccia a faccia e di entrare nella stanza.
Miss Parker va a prendere i soldi nel SL-22, ma non riesce ad aprire la cassetta con la chiave datale dal padre; Broots la chiama per dirle che secondo lui Jarod è all'ospedale dove i due fratelli tengono in ostaggio la gente, perché è il tipo di cose che attrae il simulatore. Ma la donna gli chiede di aspettare ancora.
Jarod va a chiamare i figli di Cam e si fa dare dal piccolo Cody il dentino che ha appena perso; quando entra nella stanza dà a Cam il dente per cercare di "toccargli il cuore", ma chiede anche di portare fuori un ostaggio, la paziente malata che inizia a stare male. Jarod si scontra ancora con lo sceriffo, mentre Cam parla con l'infermiera Cindy, uno degli ostaggi, che lo conosceva ed era stata una sua fiamma a scuola. Lui le chiede scusa, poi suo padre ha una crisi e Cam chiede l'intervento di un medico. Franklin non vuole rischiare la vita, così Jarod è costretto a entrare in azione per salvare il signor Larsen. Inizia a praticargli delle scosse col defibrillatore e invita Cam a parlargli per farlo reagire. Un po' per le scosse, un po' per le parole di Cam, il padre si riprende. Lo sceriffo, per vedere meglio la scena, muove la telecamera di Jarod e la fa cadere dai condotti dell'aria, proprio mentre Jarod trattava per l'uscita di un altro ostaggio. Cam si arrabbia per essere stato spiato, ma lascia uscire un'altra ragazza.
Al Centro, Lyle è furioso perché Miss Parker non si vede. La donna raggiunge di nuovo la discarica e dà al padre i soldi richiesti, scoprendo che la chiave per aprire la cassetta ce l'aveva lui. Dentro c'è anche una cartella medica di un "Baby Parker", ma il padre non vuole dire di cosa si tratti. L'uomo le mostra una foto dell'erede dei Parker che aspetta Brigitte, poi la esorta a trovare Jarod, che è ancora la chiave di tutto.
Jarod scopre che Franklin agisce male con le assicurazioni: dalle sue decisioni, infatti, dipende l'approvazione della Simons per consentire interventi importanti. Jarod scopre che la media di rifiuto dell'ospedale è ben sopra la media nazionale. Più tardi scopre anche che l'ospedale ha negato un'operazione costosa a Larsen. Anche lo Sceriffo Bowen ha un piccolo segreto: tempo prima, durante una situazione simile, era stato indulgente con i rapitori e aveva causato la morte di un ragazzo innocente perché aveva esitato a sparare al "cattivo" e ora non vuole commettere lo stesso errore.
Jarod vede Rebecca e Franklin litigare, così parla con la donna: lei ne è innamorata e l'ha aiutato a negare le operazioni perché le compagnie assicurative li pagavano per risparmiare sugli interventi. È allora che Jarod prepara un piano per far confessare Franklin: gli fa credere che Billy e Cam stiano impazzendo e che stiano cercando gli archivi dell'ospedale. Quando corre nel suo ufficio non sa che Jarod ha messo un veleno sulla tastiera per fargli venire una crisi cardiaca. Quando Jarod entra nell'ufficio fingendo che Cam gli abbia sparato, a Franklin viene una sorta di attacco di cuore e si trova costretto a confessare. 
Cam e Billy si costituiscono e lo sceriffo ringrazia Jarod per l'aiuto. Il simulatore riesce a scappare proprio mentre stanno arrivando Lyle e Parker, la quale viene rimproverata duramente dal fratello per aver perso l'occasione di catturarlo.
- Nota. In questo episodio Jarod scopre la "Fatina dei denti" e le macchinine telecomandate.

## Nome in codice: Rumor
- Titolo originale: Till Death Do Us Part
- Diretto da: Craig W. Van Sickle
- Scritto da: Steven Long Mitchell e Craig W. Van Sickle

### Trama
Parker si sveglia con i ricordi di Tommy in mente e inizia anche a vederlo come un fantasma, quasi immaginando di parlare con lui. Broots e Sydney sono nel Maryland, in un covo di Jarod pieno di palloncini e oggetti del circo. Broots si scusa con lei per averla importunata nel giorno dell'anniversario della morte di Tommy. Nella stanza Miss Parker trova anche un piccolo plastico della ricostruzione del primo incontro fra lei e Thomas alla pompa di benzina. La donna la prende male e si arrabbia con Jarod, convinta che voglia torturarla e che ovunque sia sta ridendo di lei. In realtà, Jarod è rimasto tutto il tempo nella stanza travestito da clown e non appena gli altri se ne vanno, lascia cadere una foto di Tommy e Miss Parker, commentando che "non sta ridendo affatto".
Parker va al cimitero sulla tomba di Thomas e beve alla sua salute, Jarod la raggiunge e lei gli punta la pistola addosso, lo spinge via e minaccia di ucciderlo, visto il suo pessimo umore. Jarod le fa intendere che la sua arma non funziona perché ha tolto il percussore la sera prima. Quando Parker gli chiede cosa voglia da lei, Jarod le ricorda che ha ancora una faccenda in sospeso, ossia trovare l'assassino dell'uomo che amava, perché Thomas se lo merita. Parker è convinta che non sappia nemmeno cosa stia dicendo e che la voglia tormentare, ma Jarod sparisce come suo solito prima che lei possa approfondire. Nel mazzo di fiori che ha portato, però, le lascia un biglietto da visita di Thomas con scritto sul retro "Rumor 58259". A detta di Broots è un nome in codice del Centro che identifica una persona. Lyle, intanto, informa Parker che Matumbo è stato ucciso, il suo assassino gli ha anche cavato gli occhi. I due fratelli si rendono conto di essere sospettati quando Cox comunica che Lyle e Parker sono con il padre quelli che traggono maggior vantaggio dalla morte di Matumbo, perché sono i più alti in grado. Cox decide di intensificare la ricerca del signor Parker perché lo considera l'assassino di Matumbo.
Miss Parker confida a Sydney il fatto che vede Thomas. Sydney cerca di consolarla e le fa capire che deve completare qualcosa rimasto incompiuto. Il signor Parker chiama la figlia e le dice che ha un piano, ma è ancora nascosto con Brigitte, che sta per partorire.
Broots spiega a Parker che l'intercettazione "Rumor" era stata fatta sul telefono di Thomas da un agente operativo del Centro. Broots ha intercettato la chiamata: era fra Thomas e Jarod. Parker capisce così che i due erano amici.
Parker torna a casa e trova qualcuno nella doccia: Brigitte. Lei e suo padre sono lì e lui le spiega che Brigitte avrà un parto difficile e che hanno cercato un posto sicuro, in modo da poterla aiutare con un dottore di sua fiducia. Parker chiede al padre chi è "Rumor" e Brigitte risponde che è il codice di un agente operativo del Centro.
Il giorno dopo, in ufficio, Parker riceve un'altra chiamata di Jarod e si lamenta con lui che ha nascosto la sua amicizia con Tommy. Gli chiede chi ha ucciso Tommy, ma lui non lo sa. Parker allora si arrabbia molto e gli grida che deve dimenticarsi delle regole assurde del loro rapporto quando si parla di Thomas, perché non è un gioco. Jarod allora le rivela che è stato lui a farli conoscere. Parker all'inizio non gli crede, perché ricorda che si erano incontrati per caso. È solo dopo un po' che intuisce che in realtà Jarod l'aveva conosciuto prima di lei. Sconvolta, la donna inizia a piangere e gli chiede di parlarle del Thomas che conosceva lui. Jarod le spiega che l'aveva aiutato con una simulazione per incastrare un suo concorrente e le promette che appena saprà chi l'ha ucciso sarà la prima a saperlo, ma per ora deve scoprire chi sia "Rumor" e stare molto attenta. Parker poi vede di nuovo Tommy, che la invita a fidarsi di Jarod.
Cox fa visita a Broots in bagno, e gli dice che al Centro girano delle "voci" e lo minaccia un po' per obbligarlo a parlarne. In realtà a Cox interessa solamente il signor Parker. Miss Parker e Sydney pensano che lui voglia uccidere il padre ed eliminare Brigitte e il bambino. Broots intanto sta lavorando sull'identità di "Rumor", che si trova in un file in codice Z3, cioè un ingaggio per un sicario.
Broots accompagna Parker a casa e le fa un po' compagnia, facendole capire che è normale avere il rimpianto delle cose non finite. In casa, trova la cartella del file Z3 di "Rumor", lasciata lì da qualcuno. L'assassino di Thomas è scritto lì dentro e Parker se ne va arrabbiatissima, con la sua pistola carica. La donna va a cercare Brigitte, ma trova solo suo padre. Brigitte se n'è andata e l'ha lasciato solo; Miss Parker rivela al padre che Brigitte è "Rumor" e ha ucciso Tommy, lui sostiene di non averlo mai saputo e che lei stesse seguendo gli ordini di Matumbo. Il signor Parker le confessa che forse è nella sua casa in campagna.
Jarod chiama ancora Parker e le dice che erano i suoi occhi a fare sentire Tommy al sicuro e che per lui lei era tutto. Parker confessa che non ha mai avuto il coraggio di dirgli delle cose importanti, ma ora è troppo tardi. Jarod però le chiede di non sottovalutare l'importanza delle faccende non concluse. Lei gli spiega che Brigitte assaggerà la sua vendetta e Jarod si rivela sorpreso che sia lei l'assassina, spiegandole che non ha lasciato lui la cartella Z3 a casa sua. Poi le dice di non lasciare che le faccende in sospeso abbiamo la meglio su di lei, sia che sia per vendetta che per amore.
Poi arriva Broots che ha trovato la chiave del cottage di Brigitte e ha scoperto l'indirizzo. Parker corre lì con la sua pistola, e ci trova Brigitte in travaglio. La donna l'aspettava e ammette di aver ucciso Tommy per seguire degli ordini; nonostante l'ira, Parker inizia ad aiutarla a partorire. Brigitte dice di avere la placenta previa, difetto che la farà morire dissanguata appena il bambino sarà nato. La donna ammette di essere scappata per attirare l'attenzione del sicario di Matumbo su di sé e non su suo padre, perché lo ama davvero.
Cox fa visita di nuovo a Broots in bagno, e gli dice di aver parlato con il suo amico Manny il muto, che l'aveva aiutato a rintracciare "Rumor". Lo minaccia di nuovo e lo fa parlare. Intanto Parker fa partorire Brigitte, che riesce a dirle che l'ordine per uccidere Tommy è arrivato da qualcuno all'interno del Centro, non dal Triumvirato, perché temevano che lei se ne sarebbe andata. Parker fa nascere il bambino, poi Brigitte sviene sfinita. Un elicottero arriva con Cox a bordo, pronto a bruciare tutto il cottage. Brigitte è morta e Cox entra nella casa insieme al Signor Parker che le rivela che Cox era alleato con lui e che in realtà è un dottore. Il padre prende in braccio il bambino e lo dà a un'infermiera, spiegando alla figlia che Cox era al Centro per preparare il suo ritorno. Parker nota che non gli interessa per niente che la moglie sia morta, gli basta avere avuto il suo erede, inoltre intuisce che è stato lui a lasciarle il file Z3 a casa, e ora vogliono incolpare Brigitte della morte di Matumbo, lasciando lì l'arma del delitto. Mentre se ne vanno tutti in elicottero, il cottage esplode.
Parker è di nuovo al cimitero, al telefono con Jarod: lui le chiede che cosa avrebbe voluto dire a Thomas e lei gli spiega che non ha mai avuto occasione di dirgli che l'amava. Jarod allora la invita a farlo, perché è sicuro che nonostante la ragione sia opposta, il suo cuore ha ragione e ovunque sia Tommy potrebbe ascoltarla. Parker allora si immagina di vivere un altro momento con Thomas, durante il quale gli confessa di amarlo.

## Morte di un amico
- Titolo originale: Spin Doctor
- Diretto da: Frederick King Keller
- Scritto da: Juan Carlos Coto

### Trama
Jarod ha appena concluso la sua missione precedente quando alla tv vede parlare di un agente dei Servizi Segreti, Todd Baxter, morto di recente. Jarod lo conosceva: era l'uomo che lo aveva aiutato la notte che era scappato dal Centro portandolo via in macchina, salvandolo dagli spazzini che lo inseguivano. Todd è stato trovato morto, probabilmente suicida, nel Potomac. Jarod non crede al suo suicidio, perché per come conosceva Todd, era una persona solare e positiva.
Jarod si crea così un'identità da agente speciale e va a scoprire cosa gli è successo, trovandosi a lavorare con gli agenti Talbot, Halder e Linden. Il gruppo va nella stanza d'albergo dove Todd aveva passato l'ultima notte, a quanto pare con una vecchia amica. Gli agenti credono che lui bevesse e si drogasse e che fosse molto depresso. Jarod ricorda che Todd l'aveva aiutato perché si era fidato di lui a istinto, e gli aveva lasciato anche dei soldi. L'FBI, al contrario dei Servizi Segreti, avanza l'ipotesi che si tratti di un omicidio. I federali incaricati sono ancora una volta l'agente Malone, ex-collega di Samantha Waters, con cui Jarod aveva già lavorato, e la sua sostituta, Rachel Burke.
Al Centro, il signor Parker dice alla figlia di essere orgoglioso di lei per come ha fatto nascere il fratello. Lei si sente un po' strana per i cambiamenti delle ultime settimane, lui la esorta a coltivare il desiderio di ritrovare Jarod, anche se lei sembra un po' stanca di dargli la caccia. Fra le sue piante sperimentali, Sydney trova un orologio lasciato da qualcuno e ha una cattiva reazione, che lo porta a distruggere diversi vasi.
Jarod incontra Rachel, la criminologa dell'FBI. Lei ritiene che ci siano prove di attività sessuale da parte di Todd e che non sembra essere il caso di un suicidio. Anche Rachel ha delle visioni che guidano il suo istinto a intuire la verità, e Jarod nota questo suo atteggiamento. Più tardi, Jarod parla con l'amica di Todd, Emily, che spiega che lui aveva dei problemi ed era molto depresso e si drogava. Lei aveva cercato di aiutarlo e quella notte Todd aveva bevuto e poi avevano litigato, così lei l'aveva lasciato solo in hotel.
Broots e Parker scoprono la reazione di Sydney dai filmati di sorveglianza, e si chiedono perché sia sparito. Notano anche che è stato Angelo a mettere l'orologio fra le piante di Sydney.
Emily è in giro di notte e viene aggredita da un uomo; Jarod arriva da lei appena in tempo per salvarla. Così capisce che Emily sa qualcosa. Emily rivela che quella notte doveva vedersi con Todd, ma non è mai stata in quella stanza d'albergo e lui non s'è mai drogato. Un uomo l'ha minacciata al telefono di stroncare la sua carriera e anche di uccidere i suoi cari, per farla mentire in fase di interrogatorio. Todd quella notte doveva incontrare qualcuno e aveva informazioni nella sua valigetta.
Angelo parla con Miss Parker e le spiega che Sydney ha perso la speranza ed è stato il signor Parker a fargliela perdere. Sydney intanto va in macchina fino a un incrocio e sembra disperato.
Jarod fa amicizia con Rachel, poi lui e gli altri agenti capiscono che un giornalista morto qualche giorno dopo Todd doveva incontrarsi con lui per rivelargli qualcosa di importante. Jarod parla con Rachel perché ha scoperto che lei usa l'istinto per capire la mente dei criminali, proprio come lei intuisce che lui entra nella mente degli altri "simulando". Jarod capisce che la chiave di tutto sta nei documenti fatti sparire dalla borsa di Todd. Il capo Talbot vorrebbe che Jarod smettesse di indagare per paura di scoprire qualcosa di importante su qualcuno di alto grado. L'agente Linden finge di aver parlato col poliziotto che avrebbe arrestato Baxter ai tempi dell'università per possesso di droga e allora Jarod capisce che è stato sicuramente lui a incastrarlo. Poi prende tutti i fogli che Linden ha fatto passare nel trita-documenti e ricostruisce tutte le pagine, strisciolina dopo strisciolina.
Parker parla con suo padre dell'orologio: lui le spiega che anni prima Syd aveva ucciso una donna in un incidente d'auto. Era una studentessa francese, Claudia, che gli faceva d'assistente all'inizio del progetto Jarod e con la quale aveva una relazione.
Malone va a trovare Jarod e gli rivela che avevano lavorato insieme ad Atlanta l'anno prima. Malone si ricorda di lui, anche se all'epoca Jarod usava un nome diverso. Jarod gli fa credere di lavorare per il Congresso, sotto copertura.
Parker e Broots trovano Sydney nel ristorante dove era stato prima dell'incidente con Claudia; Parker cerca di consolarlo, ma Sydney è devastato. Si ricorda che dopo l'incidente gli spazzini del Centro erano lì fin dall'inizio e avevano aiutato Claudia, che però era morta due ore dopo. L'orologio gliel'aveva regalato per il suo compleanno. Syd voleva bene a Claudia come a una figlia, ma il Centro lo aveva minacciato, fingendo che fra loro ci fosse una storia d'amore, per screditarlo. Non volevano che lui si lamentasse per il lavoro fatto con Jarod, e minacciavano di togliergli anche il ragazzo. Insomma avevano usato l'incidente contro di lui, ed era stato proprio il signor Parker ad architettare tutto.
Jarod scopre che Baxter aveva scoperto un sacco di affari illegali di Linden, che prendeva molti soldi e aveva avuto molti incarichi a Washington. Ma non è lui l'assassino, l'esecutore materiale è di certo qualcun altro.
Parker affronta il padre e Sydney scopre che Claudia in realtà è ancora viva e il Signor Parker l'ha fatta chiamare al Centro. I due si salutano e si scopre che il Centro l'aveva mandata a lavorare in Francia per allontanarla da Sydney.
Jarod chiama Linden e si finge il sicario assunto da lui per uccidere Baxter e lo fa andare all'hotel per chiarirsi. Linden ci va e Jarod lo fa parlare dei documenti trovati nel suo ufficio e finge di architettare il suo "suicidio", come lui ha fatto con Todd. Jarod minaccia di buttare anche Linden nel fiume se non dice chi è il suo complice. Linden rivela che è l'agente Halder. Jarod corre ad affrontarlo e ha la meglio. Emily ringrazia Jarod per l'aiuto. Rachel intuisce che Jarod è solo al mondo e vive così da tempo. Prima che se ne vada, lui le rivela di aver voluto salvare la memoria di un vecchio amico e Rachel lo bacia e gli dice che se avrà bisogno di un nuovo amico potrà cercarla.
- Nota. In questo episodio Jarod scopre le zuppe istantanee "Cup O' Soup".
- Nota. La puntata costituisce un crossover con la serie Profiler - Intuizioni mortali e si conclude nell'episodio della quarta stagione intitolato Corruzione.[1]

## Luna di miele a Las Vegas
- Titolo originale: Cold Dick
- Diretto da: Steven Long Mitchell
- Scritto da: Juan Carlos Coto

### Trama
Broots e Miss Parker sono a Las Vegas per seguire una pista che li dovrebbe portare a Jarod; i due si ritrovano a stare insieme nella suite "Luna di miele", prenotata da Broots che si è convinto che Jarod sarà meno sospettoso. Parker invita Broots a fare il primo turno di guardia e a non addormentarsi. I due si risvegliano insieme nel letto alcune ore dopo, nudi e chiedendosi cosa sia successo.
Jarod e il suo vecchio amico Argyle, intanto, si trovano in una cella frigorifera col suo cagnolino e così il simulatore inizia a raccontare come mai sono finiti lì dentro. Jarod è stato contattato da Argyle che stava fingendo di essere il socio di un investigatore privato, Richard "Dick" Dixon. Non appena arriva Jarod, entra un uomo nell'ufficio di Dixon: è Mike, ragazzone di stazza notevole con in mano un cono gelato al pistacchio e una pistola. È il primo a dare un pugno a Jarod quando gli dice di essere Dick Dixon. Allora la narrazione torna ancora più indietro: Argyle faceva l'uomo delle pulizie per Dixon e quando questi era fuggito all'estero per degli affari andati male, aveva incontrato Monna, una showgirl che aveva portato a Dixon un secchiello pieno di quarti di dollaro per chiedere il suo aiuto per il suo capo, "Willy il Sudicio". Argyle aveva accettato di aiutarla ed era andato al club di Willy, l'Ali Bar, dove aveva trovato Willy impiccato mentre il suo assassino cercava di simularne il suicidio. Tornati al presente, Mike spiega che sta cercando sua sorella, Monna. Jarod decide di continuare a fingersi Dixon per aiutare Argyle e si lascia trascinare nell'ennesima storia di piccoli mafiosi, dato che prova pena per l'amico, che si è innamorato di Monna.
Intanto, Miss Parker e Broots litigano, perché lei sostiene che non sia successo niente fra loro. Quando Sydney chiama per chiedere come stia andando, lei è molto imbarazzata. Broots allora le domanda cosa trovi di tanto repellente in lui, e lei si sfoga con vari appellativi e definendolo un vigliacco. Allora Broots le rivela quali sono le sue fantasie su di lei e cerca di convincerla che se gli desse una chance, la renderebbe felice. La donna rimane colpita dalle sue parole e lo bacia appassionatamente.
Jarod va a trovare il papà di Argyle, Benny, che ora ha cambiato idoli e muore dalla voglia di vedere Wayne Newton, per il quale ha anche scritto una canzone. Era un altro grande idolo suo e della moglie. Lui e Argyle ora stanno in una villa che si trova vicino a un circolo di golf. Poco dopo Jarod e Argyle vanno di nuovo al club Ali Bar e ci trovano Nick, addetto alla sicurezza delle ragazze, che cerca di tenerli lontani. Quando Jarod gli dice di essere Dick Dixon, si prende un altro pugno, poi decisamente stufo tortura un po' Nick per sapere dove trovare Monna. Nick li manda in un appartamento fuori città e ci trovano un poliziotto ad attenderli, Wyatt. Tutti e tre capiscono che Monna è stata rapita.
Intanto Broots e Miss Parker si godono la "luna di miele"; quando arriva Sydney, la donna tratta Broots freddamente e nasconde la loro tresca, ma non appena lo psichiatra se ne va, spiega che non devono farsi scoprire dagli altri e devono tenere la cosa nascosta. Broots ha una fantasia in cui lui canta Puff Daddy e si fa chiamare il "Prode Achille" da Miss Parker, così i due la realizzano.
Jarod guarda le foto del cadavere di Willy e capisce che è morto congelato dopo essere stato torturato con un punteruolo da ghiaccio; gli assassini però dovevano essere due, visto il suo peso. Il principale indiziato è Falzone, un altro mafioso che aveva avuto da ridire con Willy e che ha due gemelli enormi come scagnozzi. Falzone adora il golf, così Jarod impara a giocare per avvicinarlo al circolo. Dopo 56 minuti di intenso studio, Jarod diventa un asso dello sport e incontra Falzone con i suoi gemelli, uno dei quali dà un altro pugno a Jarod. Falzone non ha ucciso Willy, anzi voleva aiutare Monna a proteggerlo dai fratelli Brina.
Quando Lyle e Raines arrivano a Las Vegas, Lyle vorrebbe che tutti tornassero al Centro per seguire un'altra pista, ma Broots insiste e lo affronta per dirgli che la sua idea è valida e che Jarod andrà lì perché ha prenotato una stanza. Vista la presa di posizione di Broots, Lyle lascia lì lui e Miss Parker.
Benny intanto viene fermato dai coristi di Wayne Newton e non riesce a fargli sentire la sua canzone; poi racconta a Jarod del perché è così importante per lui: quando lui e la moglie si erano convinti di non avere figli, avevano fatto un viaggio a Las Vegas e Argyle era stato concepito proprio la notte in cui avevano visto un concerto di Wayne Newton e lei si era vista dedicare una canzone da lui.
Jarod torna da Nick al club e intuisce che sa qualcos'altro di Monna: lui spiega che l'aveva seguita un paio di volte, ma non sa chi siano i fratelli Brina. Poi anche il poliziotto Wyatt appare al club e Jarod schiva un suo pugno, poi lui e Argyle lo sentono parlare di una "fabbrica" fuori città e ci vanno subito. Lì trovano una cella frigorifera con dentro Monna. Jarod nota che la stanza è piena di gelato al pistacchio e Monna dice che non ha un fratello. Proprio in quel momento i due fratelli Wyatt e Mike appaiono alle loro spalle, rivelando a Jarod di essere i fratelli Brina. I due hanno ucciso Willy per un segreto che teneva nascosto. Jarod e Argyle vengono chiusi nella cella, poi i due fratelli minacciano di uccidere Monna e la portano nel deserto. Lei prima di andare dice ad Argyle di non dire loro nulla e di non dargli nemmeno "un quarto di dollaro". Jarod trova la cosa curiosa e collega la frase al secchiello lasciato nell'ufficio di Dixon. Jarod e Argyle portano Wyatt nell'ufficio e gli danno il secchiello, dentro al quale trovano una registrazione dei due fratelli mentre estorcevano denaro a Willy. Jarod dà un pugno a Wyatt e lo lega a una sedia, minacciandolo di colpirlo col punteruolo da ghiaccio se non fa liberare Monna. Così alla fine fa incriminare entrambi i fratelli. Jarod però racconta di avere ancora una cosa da fare. Infatti raggiunge il motel di Broots e Miss Parker, dove Broots lo cattura e lo lega a una sedia. La donna è talmente eccitata che vuole subito dare un "premio" a Broots, con un disgustato Jarod che le chiede se deve guardare per forza. Lei vuole che lui osservi, ma chiama in causa anche un'altra persona per soddisfare una sua fantasia: il signor Raines, che si spoglia ed è pronto a saltare addosso a Broots. Quando questi urla, viene svegliato da un bicchiere d'acqua fredda, gettatogli addosso da Miss Parker. Così capisce che ha dormito tutto il tempo e che le sue fantasie erano solo sogni.
Jarod alla fine realizza anche il desiderio di Benny di incontrare Wayne Newton, al quale fa sentire la sua canzone. Wayne ringrazia Jarod per la sua donazione in beneficenza, ma quando Jarod rivela di essere Dick Dickson, anche Wayne gli dà un pugno.
- Nota. In questo episodio Jarod impara a giocare a golf.

Il cognome dei fratelli malavitosi in italiano è stato tradotto come "Brina", come richiamo al gelo. In inglese, infatti, si chiamano "Frost".
- Nota. Anche questo episodio, come il precedente in cui appare Argyle, è girato con i classici fermoimmagine alla Scorsese in stile Quei bravi ragazzi. Inoltre Jarod cita alcune frasi di Raymond Chandler.

## Guardia del corpo
- Titolo originale: Lifeline
- Diretto da: Jon Koslowsky
- Scritto da: Juan Carlos Coto

### Trama
Siamo a New York e Jarod sta scappando da Miss Parker e Broots, così entra in una camera dove trova una donna che gli legge la mano e gli dice che il karma gli restituirà il bene che sta facendo, e che presto incontrerà uno spirito affine al suo. Poco dopo intravede una donna che scappa e che si traveste da mendicante per poi entrare in un edificio per sfuggire a un uomo che la segue. La donna riesce a fuggire e perde per strada un astuccio con una foto e il disegno di una bambina, in più Jarod trova il biglietto da visita della "Pritchard Gun Works". Quando ci va, Jarod trova la donna che esce da un'auto col signor Pritchard, poi rompe il vetro della macchina e ci chiude dentro la loro guardia del corpo, il tutto fingendo di essere della società di sicurezza della ditta e per far vedere che gli standard sono troppo bassi. Pritchard lo assume come nuovo capo della sicurezza.
Al Centro Miss Parker è preoccupata per il fratellino, che ha un'insufficienza respiratoria. Raines invece continua a sbandierare frasi della Bibbia. Intanto Jarod ha mandato per lei un verso che dovrebbe essere tratto delle "Lettere ai Corinzi", ma che in realtà Parker riconosce provenire dai "Proverbi", mentre Raines non ne ha idea. Sydney capisce che forse Jarod sta cercando di dirle che Raines non si è convertito davvero.
Jarod finge di essere stato nella omicidi a Baltimora, ora è diventato la guardia del corpo di Pritchard, il quale ammette di avere nemici anche se è un semplice commerciante d'armi. Pritchard è molto protettivo verso Jenna, e chiede a Jarod di proteggerla a costo della sua vita. Jarod intanto cerca di guadagnare la fiducia di Jenna, che sembra essere innamorata di Roland Pritchard anche se la tiene al guinzaglio per controllarla. Durante il giorno, un uomo passa con l'auto e spara a Jenna per ucciderla, Jarod le salva la vita gettandola a terra. Più tardi il simulatore va a trovare la figlia Cassie al St. Charles, dove la vede in chiesa col nonno. L'uomo che seguiva Jenna è un agente dell'ATF e si presenta in chiesa dal padre di lei, e le chiede di farle rispettare l'accordo che hanno preso.
Jarod decide di dire la verità a Jenna e le fa vedere il disegno trovato, poi le rivela di aver visto l'agente Alonzo parlare col padre. Jarod ha anche scoperto che lei deve prendere parte all'operazione "Gatto grasso" per scoprire la verità su Pritchard. Ma Jenna non è una civile, è una poliziotta dell'ATF sotto copertura e da un anno sta con Pritchard.
Broots intanto scopre che Raines incontra un ragazzo da molti mesi e quando lui e Parker vanno a vedere di chi si tratta, lei riconosce in lui Giuseppe, il ragazzo con cui stava a Roma quando studiava e col quale aveva avuto un flirt. Parker parla con lui, e scopre che ora è un prete. Giuseppe conosce "Padre Jarod" ed è anche colui che si occupa delle confessioni di Raines. Quando lei gli chiede di parlarle di Raines, lui non vuole violare il segreto della confessione, ma le spiega anche che Jarod era interessato a un progetto "Veratos" di cui aveva sentito parlare da Raines. Giuseppe nota anche il suo senso di rabbia nei confronti di Raines.
Jenna spiega a Jarod che anche se è un'infiltrata da un anno, le cose sono andate oltre il normale incarico e ora deve sposarsi con Pritchard. Alonzo le impedisce di vedere la figlia perché teme che Pritchard la scopra. Entro due giorni, però, scopriranno per chi ricicla il denaro.
Jarod parla con Alonzo, che si arrabbia perché crede che metta in pericolo la sua operazione con Jenna. Lo redarguisce perché la sta mettendo troppo sotto pressione. Alonzo gli spiega che Pritchard fa la cresta a quelli per cui ricicla il denaro e ha anche ucciso uno che l'aveva tradito, ma non hanno mai trovato l'arma del delitto.
Jarod va a trovare il padre di Jenna fingendosi un agente dell'ATF per dirgli che Jenna presto sarà a casa. Poi dà a Cassie l'anello di Jenna, che era della nonna e le promette che sua madre ci sarà per la sua comunione.
Durante il pomeriggio al negozio, dove c'è anche il poligono di tiro, Jarod scopre di nuovo l'attentatore che vuole sparare a Pritchard, e salva di nuovo i due amanti da morte sicura.
Al Centro, Raines sta lavando i piedi di Willie e Parker li interrompe. Raines continua a dirle che lui si è redento e che lei deve cercare di perdonarlo. Broots nel frattempo la chiama e le spiega che il "Veratos" era una tossina volatile creata dal Centro e che ora Raines la sta facendo riprodurre di nuovo.
Jarod capisce che Jenna è davvero coinvolta con Pritchard, del quale forse è innamorata. Così cerca di ricordarle che lui è un assassino. Alonzo però non le aveva mai detto la verità sull'omicidio del quale il venditore era sospettato. Lei non vuole ancora esporsi per non rischiare la vita di sua figlia. Jarod allora cerca informazioni sull'incontro nella cassaforte di Pritchard e scopre che ha anche un fascicolo su Jenna, la cui copertura è saltata da tempo. Jarod parla con Alonzo ed è furioso perché Jenna rischia di morire per colpa sua. Decide così di provare a fare uscire allo scoperto Pritchard, dicendogli che sa che Jenna è un agente dell'ATF. In realtà Pritchard la vuole usare come pedina di scambio per salvarsi da un eventuale arresto della polizia, anche perché sa di sua figlia ed è pronto a minacciarla.
Miss Parker e Broots vanno alla ricerca di informazioni sul "Veratos" e scoprono che è un gas molto tossico. Poi Parker torna da Padre Giuseppe per farlo parlare di Raines, lui la tratta male e i due litigano sugli argomenti scottanti del perdono e della rabbia. Giuseppe la invita a perdonare, ma lei ammette di non poterlo fare.
Jenna decide di andare con Pritchard a incontrare il "gatto grasso" per salvare Cassie, così Jarod è costretto ad architettare un piano per incastrare il criminale: Jenna cerca di parlare con Pritchard e Jarod si intromette, così lui gli spara tre colpi al petto. Pritchard la trascina via, ma Jarod ovviamente è ancora vivo, visto che aveva caricato la pistola a salve. Jarod chiama Alonzo e gli dice che oltre al "gatto grasso" prenderanno anche Pritchard, perché ha trovato la pistola del delitto.
Sydney e Broots scoprono che il "Veratos" può essere usato anche in piccole dosi per curare l'insufficienza polmonare. Raines sta cercando di salvare il piccolo Parker con quel gas. L'uomo dice a Miss Parker che non vuole più essere suo nemico.
Jarod va in chiesa e assiste alla comunione della piccola Cassie, alla quale presenzia finalmente anche Jenna. Come sempre, Jarod guarda per l'ennesima volta una famiglia che si riunisce, per poi andarsene solo.
- Nota. In questo episodio Jarod cita la canzone Happiness Is a Warm Gun dei Beatles.

## L'attentato
- Titolo originale: Ghosts from the Past
- Diretto da: Michael T. Weiss
- Scritto da: Mark M. Dodson

### Trama
Angelo inizia ad avvertire che Jarod è in pericolo perché qualcuno lo odia. Nel frattempo il Pastore Jones della Westland Community Church (Georgia) viene attaccato da un gruppo di razzisti insieme alle sue due bambine. I balordi vandalizzano la sua chiesa e danno fuoco a una croce nel giardino. Nel gruppo si è infiltrato anche Jarod.
Angelo intanto ha iniziato a guardare vecchie simulazioni di Jarod e usa gli oggetti che ha lasciato per i suoi inseguitori dopo le sue "missioni": l'empatico cerca di capire chi odi Jarod al punto da volerlo uccidere, e Sydney intuisce che Angelo sta cercando di selezionare una persona fra le tante che Jarod ha incastrato negli anni di fuga. Miss Parker non sembra molto convinta della tattica, teme che suo fratello li scopra prima che Angelo arrivi a una conclusione. Intanto il gruppo di razzisti si ritrova in una casa fra i boschi per festeggiare la riuscita dell'atto di intimidazione; Luke, il secondo in grado, avvisa tutti che il "generale" sta per arrivare in visita di persona con una nuova missione per loro: Jarod deve preparare un ordigno a base di C4 da fare esplodere al raduno dell'unità organizzato dal Pastore Jones e che si terrà due giorni dopo. Intanto il Pastore parla con lo sceriffo e gli spiega che non vuole rinunciare al raduno, soprattutto per onorare i suoi impegni con le sue figlie e col fratello, morto a causa di un linciaggio quando lui era ancora un bambino.
Angelo usa ancora altri oggetti di Jarod, mentre Parker fa notare che tante persone nel passato del fuggiasco vorrebbero fargliela pagare. Angelo trova il vestito di Kristi Kincaid, la "vedova nera" che aveva conquistato Jarod per poi tentare di ucciderlo. Angelo intuisce che la persona che vuole uccidere Jarod non è una donna. Sydney spera che Angelo isoli l'individuo prima che sia troppo tardi per poter salvare Jarod, Parker invece spera in tempo per catturarlo (anche se esce dalla stanza senza farsi vedere in faccia, mentre lo dice ai colleghi).
Jarod intanto prepara la bomba a base di C4 e quando ascolta i commenti dei razzisti si trova a ricordare il momento in cui Sydney gli aveva fatto vedere i discorsi di Martin Luther King per insegnargli il concetto di odio razziale e fargli capire cosa sia giusto e sbagliato, Jarod fin da bambino non sapeva accettare il razzismo, convinto che la soluzione fosse semplicemente smettere di odiare. Luke intanto avvisa Jarod che il bersaglio dell'esplosivo saranno le figlie del Pastore Jones.
Angelo trova la pistola di Joey Melino, il gangster che Jarod aveva chiuso in una cella frigorifera; dopo alcuni commenti sofferti, Angelo sente che non è nemmeno lui l'uomo che cercano. Ancora una volta Sydney invita Parker ad avere pazienza, ma lei si rende conto che non possono averne (Sydney e Broots la guardano convinti che ci sia dell'altro dietro al suo commento).
Jarod cerca di andarsene, ma Luke lo ferma avvisando che il "generale" vuole che rimangano tutti lì fino al suo arrivo e che usi il napalm per l'ordigno. Intanto il "generale" ha mandato un messaggio: sa che nel gruppo c'è un traditore doppiogiochista. Intanto il Reverendo Jones cerca di spiegare alle sue bambine perché gli altri li odiano; incapace di rispondere, rivela che la gente odia perché ha paura.
Angelo trova gli oggetti di Jarod usati per incastrare il capitano Robert Saunders, invischiato nella storia della droga "Abyss". Nonostante ci possano essere poche persone peggio di lui, Angelo spiega che non è nemmeno Saunders l'individuo. Poi ha una reazione esagerata e trascina Broots verso un'altra scatola, nella quale trova una corda. A questo punto grida che l'uomo che cercano odia Jarod, ma anche Miss Parker.
Il "generale" arriva alla casa nel bosco. Si tratta di Bartlett, l'uomo che Jarod aveva lasciato in balia dell'uragano a Bahia Grande e che per poco non aveva ucciso lui e Miss Parker, intrappolati insieme in quella circostanza. Appena riconosce Jarod, spiega ai suoi uomini che è lui il traditore e lo picchia duramente.
Miss Parker si ricorda di Bartlett, l'uomo che Jarod aveva cercato di chiudere in una gabbia. Angelo chiede a Sydney di fermarlo. Miss Parker spiega allo psichiatra che devono trovarlo presto, perché se Bartlett trovasse Jarod prima di loro, di certo lo ucciderebbe. Notando di aver detto questa frase con troppa enfasi, e osservata attentamente da Sydney, Parker cerca di riprendere la sua facciata da "donna di ghiaccio" e continua dicendo che così sfumerebbe la sua occasione di farlo.
Bartlett vuole uccidere Jarod, e Luke si offre di farlo per lui. Lo trascina al fiume e usa il fucile, mentre Bartlett ascolta dal rifugio il rumore dello sparo, felice che Jarod sia morto. In realtà, Luke ha sparato in aria e non vuole uccidere Jarod: anche lui è un poliziotto infiltrato che segue Bartlett per incastrarlo. Jarod spiega a Luke che se lo trovano mentre piazza gli esplosivi potranno finalmente dargli l'ergastolo e non uscirà più di prigione. Luke torna alla casa e Bartlett spiega ai suoi che piazzerà l'esplosivo da solo, perché è la sua missione.
Miss Parker è sola nel suo ufficio e ricorda gli emozionanti momenti vissuti con Jarod a Bahia Grande, quando lui le aveva detto di averle salvato la vita perché "si ricordava della ragazzina che gli aveva dato il suo primo bacio". La donna ripensa ai ricordi più teneri della loro infanzia, al loro primo incontro e al loro primo bacio. Poi viene interrotta da Broots, che le spiega che Bartlett è uscito di prigione e che si dice sia andato a fermare il raduno del Pastore Jones. Parker prende la pistola, decisa ad andare a fermare Bartlett, e ovviamente a trovare Jarod (ancora una volta Broots nota che questa seconda affermazione è arrivata un po' tardi e meno intensa rispetto alla prima).
Intanto Bartlett va alla chiesa del Pastore per piazzare l'esplosivo, ma ci trova Jarod. Prova a sparargli, ma i proiettili nel suo fucile sono caricati senza polvere da sparo, così ancora una volta ha la peggio e Jarod lo stende con alcuni colpi ben assestati con una mazza da baseball. Quando si risveglia, Bartlett è appeso a una croce e Jarod minaccia di bruciarlo vivo. Bartlett è convinto che non abbia il coraggio di farlo. Jarod lo contraddice versando della benzina ai suoi piedi e bruciando una miccia mentre Bartlett grida sconsolato. In realtà non prende fuoco tutta la croce, bensì una scritta stampata sul braccio orizzontale: "repent" (pentiti). Jarod ammette di non sapere odiare.
Al raduno, le figlie del Pastore Jones cantano nel coro e tutti sono felici e uniti nella fede. Quando arrivano Miss Parker, Syd e Broots, il Pastore dice di non conoscere Jarod, ma di sapere che Bartlett è di nuovo in prigione. Parker è felice della notizia, ma il Pastore continua a pregare che un giorno anche lui si penta e trovi la strada della fede. Parker lo invita a pregare anche per loro.
I tre inseguitori se ne vanno ancora una volta, convinti che "l'angelo custode" se ne sia andato via come sempre prima di loro. Ma non appena i tre partono in auto, scopriamo che in realtà Jarod è rimasto e si trova sul tetto della chiesa, dove si sta godendo i cori gospel ballando a ritmo di musica.

## Criminale di guerra
- Titolo originale: The Agent of Year Zero
- Diretto da: Rodney Charters
- Scritto da: Tommy Thompson

### Trama
Lyle gira per il Centro con un uomo asiatico che attira l'attenzione di Miss Parker, poi lo accompagna alla sessione di giuramento per la cittadinanza. Jarod lo sta seguendo per scoprire cosa ha a che fare Lyle con quell'uomo. Nella sala c'è anche una donna asiatica cieca che avverte la presenza dell'uomo e inizia a gridare e chiamarlo “Thon il macellaio”. Jarod rimane colpito dalla donna e la segue mentre la polizia la porta via. Intanto anche Miss Parker si interessa all'uomo cambogiano, del quale l'ha colpita un tatuaggio con un serpente che si mangia la coda.
Jarod si intromette nell'INS, i servizi per l'immigrazione; prima conquista gli altri agenti mostrando la sua conoscenza del cambogiano, poi riesce a parlare con la ragazza. Seguendo la donna su ordine di Lyle, anche lo spazzino Willie e un suo compagno arrivano a cercarela e scoprono della presenza di Jarod nell'ufficio. Fortunatamente il simulatore riesce a scappare con Kim Chen prima che lo vedano. Ki Mok, intanto, chiede a Lyle di occuparsi della donna, perché viene dal suo passato e ora è un problema anche suo. Intanto Broots scopre che Willie ha visto Jarod e che è stato assegnato temporaneamente alla squadra di Lyle.
Jarod parla con Kim Chen e scopre che la sua famiglia è stata tutta sterminata dal "macellaio", il colonnello Chen Thon. Più tardi, fruga nella sua borsa e trova degli scontrini di un negozio di alimentari, Li Ho's.
Parker si confronta con Lyle e gli chiede chi è Ki Mok; Lyle spiega che era un leader combattente in Cambogia e ora lo sta aiutando e gli fa da garante per avere la cittadinanza americana. Poi minaccia la sorella di lasciar perdere quella storia per il suo bene.
Jarod intanto va al negozio di alimentari e ci trova Li Ho, con cui parla della Cambogia e dei Khmer rossi. Kim Chen è stata torturata da loro e i suoi famigliari sono stati uccisi davanti ai suoi occhi. Aveva anche provato ad attaccare il capo dei guerriglieri per salvarli, a soli sei anni. Da allora è rimasta cieca e l'assassino dei suoi famigliari era proprio Chen Thon, l'amico di Lyle. Kim Chen è rimasta l'unica superstite in grado di identificarlo come omicida e criminale di guerra. Miss Parker vuole andare al giuramento di cittadinanza per vedere se Jarod farà un'apparizione a sorpresa, Broots intanto ha scoperto che il passato di Ki Mok è stato completamente cancellato, come se non esistesse.
Jarod chiede a Kim Chen di spiegargli come è diventata cieca; lei racconta che era l'epoca dell'“anno zero”, quando venivano uccisi tutti i dissidenti. I suoi genitori erano poeti, eliminati per la loro volontà di mettere per iscritto parole di conforto per gli altri.
Per aiutarla, Jarod analizza i suoi occhi e chiama Sydney, al quale spiega che non ci sono segni di ferite o malattie, così presuppone si tratti di “silenzio da terrore”, ossia di una malattia manifestata da persone che hanno reazioni psicosomatiche in seguito a traumi per cose che hanno visto e vissuto. Sydney lo avvisa anche che Miss Parker vuole andare al giuramento di cittadinanza e gli consiglia di stare attento. Jarod spiega a Kim Chen che per tornare a vedere dovrebbe affrontare la causa della sua sofferenza, ossia il colonnello Thon, ma lei non è pronta per farlo; così Jarod le promette che troverà un altro modo.
Broots scopre che Ki Mok era in realtà Chen Thon e che anni prima Lyle era stato arrestato per aver aggredito delle prostitute in Cambogia. Broots porta a Miss Parker l'articolo di giornale su cui ha trovato la notizia, la donna lo legge da sola perché conosce la lingua e ha una reazione terribile, andando addirittura in bagno a vomitare, senza dire agli altri perché.
Lyle riceve una chiamata da Ki Mok che lo invita nella sua auto nel garage. In realtà l'autista è Jarod, che lo rapisce e lo porta in uno scantinato, legandolo a una sedia e preparandolo a essere torturato. Lyle ha affari con Thon, che gli offrirà dell'eroina dall'Oriente in cambio di un lavoro alla Commissione Portuale. Lyle avvisa Jarod che Parker lo cercherà e andrà alla cerimonia di giuramento, ma Jarod ha un piano per guadagnare tempo: vuole che Lyle la chiami fingendo di averlo catturato, per farla andare lì con l'inganno in modo che rimangano intrappolati nella stanza. Se si rifiutasse, Jarod è pronto a praticargli l'elettroshock. Sydney, intanto, parla con Parker e le chiede cosa diceva davvero l'articolo di giornale. Lei gli spiega che le due donne non solo sono state aggredite, ma anche mutilate ed alcuni loro organi interni asportati. Poi la donna riceve la chiamata di Lyle che le dice di “aver trovato Jarod”.
Alla commissione per la cittadinanza di Ki Mok l'uomo sta facendo buona impressione per una lunga lista di raccomandazioni fasulle. Al momento delle obiezioni, però, arriva Jarod: rivela la vera identità di Ki Mok come il macellaio cambogiano, Chen Thon. L'uomo chiede che vengano portate delle prove da qualche testimone, e in quel momento arriva Kim Chen, che riprende la vista e può finalmente testimoniare contro di lui. La donna porta anche con sé il libro che aveva a casa sua la notte dell'omicidio della sua famiglia, sul quale si è conservato il sangue di Chen Thon.
Parker torna al Centro dopo essere rimasta una notte in trappola con Lyle ed è furiosa; Broots ha scoperto che il tatuaggio del cambogiano era il simbolo del cannibalismo. Parker ha notato che anche Lyle ha quel tatuaggio, così lo affronta di nuovo. Gli dice di sapere che ha ucciso quelle ragazze cambogiane ed è visibilmente schifata dal fratello. Vorrebbe anche usare Ki Mok per testimoniare contro Lyle e dire al Triumvirato che tipo di uomo lui sia in realtà. Lyle però ha coperto le sue tracce e ha fatto uccidere Ki Mok simulando un incidente d'auto.
A fine episodio, Kim Chen giura e prende la cittadinanza americana, finalmente libera dai suoi incubi. La ragazza regala a Jarod un suo braccialetto e gli augura di ritrovare anche lui la luce nella sua vita.

## Drogato
- Titolo originale: Junk
- Diretto da: Michael Zinberg
- Scritto da: Harry Dunn

### Trama
Parker, Broots e Sydney visitano l'ultimo rifugio di Jarod, dove il simulatore avrebbe lasciato delle droghe che sta utilizzando. Sembra che sia diventato un tossicodipendente; però ha anche lasciato un biglietto con sopra uno strano codice. Miss Parker intuisce che il codice "171076A22" probabilmente è un riferimento agli archivi del Centro e fa fare delle ricerche a Broots. Jarod viene portato al centro di riabilitazione per tossicodipendenti "Vista House" di Scottsdale (Arizona). È molto nervoso e sembra soffrire davvero degli effetti dell'astinenza da droga. Il dottore Jason Earl lo vuole isolare e gli spiega che lì dentro solo la fiducia sarà premiata. Il simulatore viene portata in una stanza isolata da un addetto del centro, Garrett Mohr. Una volta rimasto solo smette di fingere e torna se stesso, per poi prendere anche un farmaco per indurre il vomito e fingere di avere davvero gli effetti dell'astinenza. Jarod si trova lì per aiutare una madre che ha perso l'affidamento del figlio per essersi drogata. Più tardi viene iniziato anche a un gruppo di sostegno con gli altri drogati della clinica, fra i quali ci sono anche Jill Arnold e Huey. Quest'ultimo non crede a Jill, che nega di essersi drogata e ammette che non l'avrebbe mai fatto, visto che le è costato la custodia del figlio: la donna non sa come sia possibile che si sia ritrovata sotto effetto di oppiacei.
Broots intanto scopre degli articoli di giornali con degli obituari, fra i quali quello di un certo David Arnold. Sydney si dimostra preoccupato perché teme che possa succedere qualcosa a Jarod e non è lucido in questa ricerca, così Parker chiede a Broots di informare solo lei dei progressi.
Jarod intanto cerca di fare amicizia con Jill e le spiega che è lì per aiutarla, un favore che deve a suo padre, morto vent'anni prima. Jarod osserva dalle camere di sicurezza mentre Jill incontra suo figlio Chris, che ora è affidato all'ex-marito Todd, il quale ha una nuova compagna, Hillary. Jarod ha portato con sé un decodificatore per liberarsi dalla porta di sicurezza della sua stanza, così riesce a uscire e raggiungere quella di Jill. Le spiega che suo padre l'ha aiutato da piccolo e gli è stato vicino, dandogli anche una foto sua con Jill quando era una ragazzina. Jill racconta che il padre l'aveva fatta disintossicare quando aveva preso una sbandata per uno spacciatore; dopo la morte del padre aveva conosciuto il marito Todd e avuto suo figlio Chris, ma poi aveva ripreso a drogarsi. Per riavere il bambino si era disintossicata di nuovo, ma il giorno prima dell'udienza per riavere Chris l'avevano trovata drogata. Jarod poi si nasconde mentre nella stanza entra il dottor Earl e le applica un cerotto di medicine per farla rilassare.
Broots spiega a Miss Parker che il materiale indicato da Jarod e riguardante David Arnold è stato cancellato dai computer del Centro. Raines si intromette e afferma che Arnold era un uomo gentile, ma non sa che fine abbia fatto. Miss Parker intuisce che Raines ne sa più di quanto voglia far credere.
Jarod va da Huey, col quale parla per scoprire che sono gli inservienti a passare le droghe ai pazienti, in particolare Garrett. Poco dopo, Jarod trova Jill in overdose. Il simulatore scappa ancora di notte per andare nella sua stanza ad aiutarla, mentre Miss Parker e Broots al Centro trovano un DSA che riguarda il giovane Jarod mentre affrontava esattamente la stessa cosa. Raines, infatti, lo aveva drogato e fatto diventare un tossicodipendente. Raines aveva fatto chiamare David Arnold a ripulire la stanza di Jarod, il quale però gli aveva chiesto di aiutarlo perché stava male per gli effetti delle droghe. Arnold l'aveva aiutato dandogli forza e regalandogli la foto di sua figlia. Jarod fa lo stesso con Jill e le fa vedere la foto di suo figlio Chris per darle forza.
Raines aveva poi fatto uccidere Arnold per evitare che se ne andasse dal Centro dopo aver visto ciò che aveva fatto a Jarod. L'uomo era così “affogato accidentalmente” nella sua piscina. Miss Parker e Broots si chiedono dove fosse Sydney e come avesse potuto permettere che facessero quegli esperimenti sul suo protetto.
Jarod fa delle indagini sulle medicine che il dottore ha dato a Jill, poi accusa Garrett perché è convinto che sia stato lui a impregnare il cerotto calmante con eroina. In realtà è stato il dottor Earl: si è fatto dare la droga da Garrett, minacciandolo di farlo arrestare. Jarod scopre anche che il dottor Earl era compagno di college della nuova fidanzata di Todd, Hillary. 
Sydney intanto racconta la verità a Parker e Broots. All'epoca stavano sperimentando un farmaco che doveva ampliare le capacità della mente umana, così Raines voleva usarlo su Jarod per incrementarne le facoltà. Sydney lascia a Parker un altro DSA per spiegarle come mai gliel'aveva lasciato fare. Lei e Broots lo guardano e scoprono che anche Sydney era sotto l'effetto di quelle droghe.
Jarod droga sia il dottor Earl che Hillary e li lega insieme per farli confessare; i due iniziano ad accusarsi a vicenda e lei ammette che voleva sposare Todd per poi divorziare e ottenere gli alimenti, ma per farlo doveva avere l'affidamento di Chris. Così aveva chiesto aiuto a Earl, che a sua volta confessa di aver drogato Jill per farle perdere l'affidamento di Chris. Intanto Todd è presente e ascolta tutto.
Jarod saluta Huey, che decide di mettersi sulla buona strada, poi Jill esce dalla clinica e torna da Chris e Todd, che probabilmente perdonerà la moglie. Jill ringrazia Jarod e lui di rimando le dice che i debiti sono stati pagati, ripensando a suo padre.
Jarod chiama Sydney e lo accusa di aver lasciato che il Centro lo rendesse un drogato. Arrabbiato e deluso, gli chiede come mai gliel'ha permesso. Gli confessa anche che era l'unico di cui si è sempre fidato, sta per dirgli che era come un padre per lui, ma la sofferenza non gli consente di dire quella parola. Sydney allora gli rivela che non poteva aiutarlo perché anche lui era soggetto dell'esperimento e aveva chiesto a Raines di usare lui come cavia al posto di Jarod, ma solo dopo la disintossicazione aveva scoperto che Raines l'aveva comunque sottoposto alle droghe e aveva mentito. Jarod si rende conto che Syd si era sacrificato per proteggerlo e gli chiede perché non gliel'abbia mai detto. Sydney ammette che non voleva che questo diventasse per lui un fardello tale da farlo sentire obbligato a rimanere al Centro. Poi gli chiede scusa e attacca. Jarod, ancora una volta, se ne va silenziosamente nella notte.

## Progetto Mirage
- Titolo originale: School Daze
- Diretto da: Jon Gries
- Scritto da: Lawrence Meyers, Andrew Dettman e Daniel Truly

### Trama
Jarod chiama Miss Parker da un ristorante ed è palesemente giù di morale, tanto da ammettere che la sta chiamando perché si sente un po' nostalgico. Lei lo punzecchia e i due flirtano sarcasticamente, poi Jarod le chiede da quanto tempo non vede Raines e la esorta a scoprire cosa stia facendo e a farsi le domande giuste. Messo giù il telefono, Jarod origlia una conversazione del suo vicino di tavolo e si rende conto che sta pianificando di fare uccidere un bambino testimone di un omicidio. Decide così di entrare in azione e va a fare supplenza nella classe del bambino in questione. Jarod non sa niente di lui, se non che si tratta di un maschio e che è figlio unico, probabilmente trasferitosi da poco. Facendo domande agli studenti, cerca di isolare il ragazzo e si ritrova a pensare che possa trattarsi di Matthew Reese. Miss Parker intanto scopre che Raines va spesso a trovare una donna in un istituto; quando Sydney vede le immagini dei video di sorveglianza si rende conto che si tratta di Edna Raines (Barbara Babcock), la moglie del dottore che tutti credevano si fosse suicidata anni prima, dopo la morte della figlia. Broots rivela che Edna è fuggita dall'istituto la sera prima. Mentre Jarod viene assalito da tutte le mamme single dei suoi studenti, decide di concentrarsi su Matthew, trasferitosi da poco e molto timido. Un altro ragazzo che attira la sua attenzione è Eric Gantry, che viene preso di mira dal compagno Joel per le sue manie da "agente segreto". Jarod difende Eric quando viene preso in giro da Joel, un vero e proprio bulletto, poi si rende conto che un uomo sta osservando la scuola e tiene d'occhio i bambini. Miss Parker e Sydney sono al telefono e parlano di Edna, che era un medico al Centro. Lei si ricorda che la donna le aveva curato gli orecchioni, Sydney invece le rivela che sua madre si fidava molto di lei. Poco dopo, Edna Raines si presenta alla porta di Miss Parker e la chiama Catherine. Jarod parla con la madre di Matthew, Gail, la quale rivela che si sono trasferiti da poco, ma non per un processo, bensì per problemi che lei ha avuto con un uomo che l'ha ripresa e messa su internet. Sydney va a trovare Edna che si ricorda di lui, ma ha pochissimi momenti di lucidità. Miss Parker vorrebbe farla interagire con Angelo, ma quando Sydney cerca di portarlo di nascosto fuori dal Centro, Lyle e Raines lo fermano. Angelo, però, riesce a dire a Sydney che Edna è "morta dentro". Jarod parla di nuovo con Eric della sua passione per lo spionaggio e il ragazzo gli rivela di avere una cotta per Molly, così Jarod lo invita a trovare il coraggio di rivelarle i suoi sentimenti. Eric lo ringrazia e gli dice che è un vero amico. » a questo punto che Jarod intuisce che è Eric il bambino che deve fare il testimone: prende il suo faldone dall'armadietto e ci trova dentro molti disegni sull'omicidio a cui ha assistito. Mentre va a casa da scuola, Eric viene seguito da un sicario di Esposito e il suo agente di copertura, che faceva l'inserviente a scuola, viene assassinato nel tentativo di proteggerlo. Jarod recupera Eric e lo porta al sicuro a casa sua, insieme a sua madre. Edna parla con Miss Parker, ma continua a crederla Catherine. Lei, un po', a disagio, si lamenta e le dice di essere la figlia di sua madre. Edna riprende lucidità per un attimo e riconosce in lei la bambina degli orecchioni, poi le rivela che è andata a dirle di "Mirage", il lavoro che sua madre sperava che lei portasse a termine. Jarod scopre che la collega Rachel Daly è in realtà un ex-agente federale in congedo e capisce che è lei ad aiutare Esposito; Eric va a scuola per parlare con Molly e le dà una cassetta su cui ha inciso delle parole per lei, poi Joel lo insegue e lo fa scappare via. Rachel ed Esposito intercettano Eric e lo rapiscono. Il ragazzo, però, lascia il suo registratore per terra come indizio per Jarod, che ascolta la conversazione fra il bambino ed Esposito e lo sente dire che andranno verso il cantiere. Una volta lì, Jarod salva Eric dalle mani dei due criminali e fa andare via il ragazzo, poi minaccia di seppellire Rachel ed Esposito sotto a una montagna di cemento e i due confessano ciò che hanno tentato di fare con Eric. Jarod aiuta Eric a vendicarsi di Joel, al quale fanno fare una figuraccia davanti a tutti i compagni, mostrandolo mentre corre in bagno dopo un attacco di forte dissenteria. Poi Jarod vede anche Eric venire avvicinato da Molly, la quale gli chiede di andare a un ballo con lei. Broots non trova nulla su "Mirage", ma Parker lo esorta a continuare a cercare. Edna, intanto, scappa via da casa sua e va a prendere un autobus, continuando a cantare una strana filastrocca e osservando una sua foto con Catherine.
- Altri interpreti: Michael Welch (Eric Gantry)
- Nota. L'episodio è stato diretto Jon Gries, l'interprete di Broots.

In questo episodio Jarod scopre i corn dog.
La filastrocca recitata da Edna è la stessa che Jarod ripete sin dal primo episodio del telefilm, anche se in italiano è spesso stata tradotta in modi differenti.

## Il falso antidoto
- Titolo originale: Meltdown
- Diretto da: Krishna Rao
- Scritto da: Curt Johnson ed Ethan Lawrence

### Trama
Sydney, Miss Parker e Broots parlano del Progetto Mirage citato da Edna Raines; intanto un uomo di nome Leonard si presenta nell'ufficio di Miss Parker a ritirare un po' di documenti da distruggere e le dice che conosceva Catherine, donna gentile e dalla forte umanità. L'uomo va ad incenerire dei faldoni e trova una busta rossa che riporta la parola “Mirage”, così vorrebbe darla a Miss Parker. Più tardi Parker scopre che Leonard è stato ucciso perché si era messo a sparare contro gli spazzini senza motivo; Miss Parker capisce che qualcosa non quadra nella sua morte e chiede a Broots le registrazioni di ciò che è successo.
Jarod intanto è in un gruppo di rapinatori a Dallas, con i quali ha rubato delle fiale di gas nervino; una però si rompe e il gruppo rischia di morire per le contaminazioni del gas. Il gruppo di rapinatori è formato da criminali con soprannomi biblici, i quali aspettano ancora i soldi dal capo, “Elia”. Jarod spiega agli altri che sono condannati a morte per colpa del gas nervino. Con lui, che si fa chiamare "Abramo", ci sono "Abele" e "Caino", due fratelli, "Giobbe" ed "Eva", unica donna. Anche se vorrebbero andarsene, Jarod li convince a non farlo per non farsi scoprire.
Una settimana prima il signor Elia li aveva contattati per questo furto, presentando loro Jarod come “Abramo”, spiegando che avrebbe diretto la squadra e che era uno specialista di furto con scasso. Nel magazzino in cui i cinque sono chiusi, c'è un articolo di giornale che parla della loro ultima rapina, durante la quale è morta una bambina di nome Brittany Tate, che è stata soffocata, ma nel gruppo nessuno sa chi sia stato. Elia li chiama via webcam e spiega loro di aver lasciato il necessario per produrre un antidoto al gas nervino. Jarod è in grado di produrlo, ma gli altri non si fidano del tutto di lui.
Miss Parker vede le immagini della morte di Leonard e scopre che era al telefono e non stava sparando a nessuno, anzi sono arrivati degli spazzini che l'hanno ucciso senza pietà. Parker chiede a Broots di ingrandire le immagini per vedere il numero che Leonard aveva composto e a chi stava parlando.
Al telegiornale, intanto, dicono che anche il guardiano della ditta che hanno rapinato Jarod e gli altri è stato quasi strangolato ed è in gravi condizioni. Jarod inizia a fare loro il terzo grado per capire chi è l'assassino della bambina.
Abele sembra essere quello che soffre di più gli effetti del gas, ma ha anche problemi personali derivati dalla morte della madre, dieci anni prima. Il fratello, Caino, è molto protettivo nei suoi confronti ma è anche aggressivo e violento. Eva invece rivela a Jarod di essere incinta, anche se gli altri non lo sanno.
Intanto Broots scopre che Leonard chiamava l'interno dell'ufficio di Miss Parker: l'aveva cercata spiegandole che al Centro avevano intercettato il “Memo B4-37” dal suo computer. Broots si mette a cercare quella mail nell'account di Miss Parker, che infatti non funzionava da alcuni giorni, forse perché era intercettato da un po'.
Nel magazzino c'è una scatola di legno che racchiude ricordi di Brittany; quando Abele li vede impazzisce e grida, ma quando gli altri guardano nella scatola gli oggetti spariscono. Nel magazzino arrivano due fattorini di Elia, vestiti da poliziotti. Portano solo 10.000 dollari invece che i centomila pattuiti, poi Elia chiama di nuovo e dice che ha ridotto la loro paga per l'errore fatto con la fiala di gas nervino rotto. Jarod spara a uno dei due fattorini a una gamba per fare vedere ad Elia che è determinato ad avere tutti i soldi.
Broots intanto trova la mail indicata da Leonard: era un file mandato da Edna Raines e l'allegato è un video che però si può aprire solo dal computer da cui proviene, ossia quello di Raines.
Giobbe spiega al fattorino che durante il colpo alla villa uno di loro è stato troppo avido e, per recuperare ulteriore refurtiva, è entrato nella stanza degli ospiti, dove c'era la figlia della governante, Brittany, uccisa per evitare che identificasse chi aveva visto. Abele ha ancora delle allucinazioni e continua a suonare il pianoforte. Eva, invece, sente l'odore di un profumo. Jarod si mette a suonare e a comportarsi da folle, dicendo che era il profumo di sua madre. Il telegiornale, intanto, dice che anche il guardiano strangolato è morto, così come l'uomo a cui ha sparato Jarod. Abele trova di nuovo la foto di Brittany nella scatola, ma Eva dice che non è la foto della bambina. Jarod fa cadere una delle siringhe con l'antidoto, poi decide che la siringa non andrà a chi ha ucciso la bambina. Jarod ha capito che è stata Eva e ha anche scoperto che non è incinta davvero. Si è tradita perché è l'unica che ha riconosciuto la bambina della foto e il fatto che non si trattava davvero di Brittany.
Eva minaccia tutti con un'arma, ma Jarod la convince a confessare promettendole l'antidoto in cambio. Jarod fa cadere la siringa e tutti si sparano addosso, ma le armi sono caricate a salve. Il fattorino di Elia non è morto davvero ed è un poliziotto, così come Jarod, che rivela di essere un “agente” e che non sono stati contaminati davvero dal gas nervino, ma da un comune virus intestinale e un allucinogeno. Era tutto progettato da lui, tutta una messinscena per fare confessare l'assassino di Brittany. Elia aveva patteggiato per aiutare Jarod e la cassa con le foto e gli oggetti era un trucco.
Miss Parker e Broots cercano il video nell'ufficio di Raines e lo recuperano: ritrae Edna Raines che invita Miss Parker a rispondere per andare a incontrarla e parlare con lei di Mirage.
Jarod parla col poliziotto che ha finto di morire che lo ringrazia anche se il metodo di indagine era poco ortodosso. Poi prende il carillon appartenuto a Brittany e lo ascolta con nostalgia, per poi andarsene.
- Nota. In questo episodio Jarod dimostra di essere un ottimo musicista e di sapere suonare il pianoforte.

## Segreti sepolti
- Titolo originale: Corn Man A Comin
- Diretto da: Steven Long Mitchell
- Scritto da: Mark M. Dodson

### Trama
Jarod è in un banco dei pegni dove arriva un ragazzo che ha trovato una videocamera caduta vicino alle cascate Koomer. Jarod la compra e guarda il video che riprende una madre con una figlia in vacanza sul torrente. Le due donne, dopo alcune chiacchiere in serenità sui ricordi della gioventù dei genitori, passati in quelle zone che erano di proprietà del nonno materno, vengono rapite da un uomo. Poi la telecamera finisce in acqua e il video finisce. Jarod va subito alla ricerca delle due donne, seguendo le tappe del loro viaggio.
Miss Parker intanto ha ricevuto una cartolina postale virtuale proprio da Jarod, che le parla di Edna e le dice che sa tante cose di sua madre, che dirà solamente a lei in persona. Edna gli ha anche detto che Miss Parker deve continuare a cercare perché il segreto è sepolto là fuori.
Jarod va all'officina di Slade, il paese dove erano passate le due donne, Nancy e Leigh. Lì c'è Newt, un uomo che crede nella “maledizione del mugnaio” e che costruisce piccoli feticci di fantocci impiccati. Tutti si ricordano delle due donne passate di lì con la Mustang rossa, anche il giovane meccanico Kent e suo fratello, il vicesceriffo Adams.
Jarod alloggia al motel dove si erano trovate anche Nancy e la figlia Leigh; il receptionist è un uomo di nome Raymond, il quale finge di non aver conosciuto le due donne arrivate al motel e di non ricordarsele. Jarod allora si fa dare la camera 14, quella in cui alloggiavano le ragazze, per poterla controllare.
Nancy e Leigh erano state spiate da qualcuno anche durante la notte passata al motel, e la ragazza si era fatta suggestionare dalla storia del fantasma del mugnaio, la cui famiglia era stata sterminata vicino al mulino di suo nonno.
Jarod sfrutta le sue abilità per capire cosa avevano fatto le due donne prima di essere rapite al torrente; segue le loro tracce nella boscaglia e trova un portafogli e il feticcio perso dal Leigh e donatole da Newt. Questi, più tardi, dà un feticcio anche a Jarod, pronto a ripartire con la sua auto riparata, ma deciso a rimanere ancora un po', cosa che non fa felice lo sceriffo.
Broots intanto sta cercando la casa di Edna la cui foto era nella cartolina di Jarod. Sydney ha capito che forse si tratta di Harlem. Jarod parla di “casa” e “redenzione”, così Miss Parker si ricorda che ad Harlem c'era la “Casa della Redenzione”, una delle opere di carità preferite da Catherine.
Jarod va a cercare il signor Wright, il marito di Nancy e padre di Leigh, il quale asserisce di non sapere nulla di eventuali problemi o incidenti d'auto. Jarod capisce che potrebbe essere coinvolto anche lui, probabilmente per incassare l'assicurazione in caso di morte accidentale delle due donne.
Parker va ad Harlem con Broots e Sydney, ma Raines è arrivato prima e trovano Edna morta di “overdose”. Miss Parker gli dice che ora può seppellirla insieme a tutti i segreti che si è portata con sé.
Jarod intanto scopre che lo sceriffo si sente con Wright, così va a cercare le donne da solo. Qualcuno spara a una gomma della sua auto e lui esce di strada; lo sceriffo e Wright lo portano via e lo legano, obbligandolo a parlare di Nancy e Leigh. In realtà loro stanno cercando di salvarle perché sono state rapite. Jarod mostra loro il filmato della videocamera e capisce che è un altro il rapitore, che ha anche chiamato Wright per ottenere un riscatto di 500.000 dollari.
I soldi per il riscatto sono pronti e il rapitore chiama per dire dove portarli; Jarod dice a Wright di tenerlo al telefono, così l'uomo e si fa passare Nancy per parlare con lei. Nancy dice al marito che loro due sono un po' “macinate”, ma sono vive. Wright poi porta i soldi dove indicato dal rapitore, una moto arriva e va addosso a Raymond. Da un'altra parte arriva uno sparo che ferisce Raymond, così Jarod capisce che i rapitori sono in due.
Broots scopre un comunicato di Edna indirizzato a Miss Parker e che parla della “sezione G, blocco 14”. È la sezione del cimitero in cui è sepolta Catherine, così Miss Parker capisce che Jarod parlava di questo nella cartolina quando citava i “segreti sepolti”. La donna decide di andare a scavare di notte.
Jarod analizza ancora il filmato e ingrandisce gli occhiali di Leigh, scoprendo che si vede riflesso uno dei rapitori: Adams, il vicesceriffo. L'altro rapitore è sicuramente il fratello. Poi Jarod ricorda la parola “macinate” e capisce che Nancy si riferiva al mulino del padre.
Parker e Broots vanno al cimitero con le vanghe, pronti a riesumare Catherine. Miss Parker si rende conto che Jarod ha fatto molte cose strane, ma non l'avrebbe mai portata lì solo per tormentarla, così i due iniziano a scavare.
Al mulino i due fratelli vogliono uccidere le donne per salvarsi, ma Nancy si libera e colpisce Kent, facendo così scappare Leigh. Jarod arriva giusto in tempo per salvare Nancy, intanto Adams corre dietro a Leigh nel bosco. Jarod li insegue e stende anche Adams, salvando così anche la ragazza.
Finito lo scavo, Parker scopre che nella tomba di sua madre non c'è niente: è vuota. Il giorno dopo Jarod la chiama e i due parlano a lungo. Lui le spiega che è stata Edna a rivelargli che Catherine non era nella sua tomba e lui non lo sapeva. È anche dispiaciuto che sia morta, perché Parker avrebbe potuto fidarsi di lei. La donna è scossa dalla rivelazione e Jarod per consolarla le ricorda anche che faceva bene a fidarsi di sua madre, perché conosceva l'importanza della famiglia e di aiutare gli altri, e se ha mantenuto dei segreti l'ha fatto solo per proteggerla dalla verità. Infine Jarod la esorta a continuare a cercare.
- Nota. In questo episodio Jarod scopre cos'è un banco dei pegni.

## Senso interiore (1ª parte)
- Titolo originale: The Inner Sense (Part 1)
- Diretto da: Frederick King Keller
- Scritto da: Steven Long Mitchell e Craig W. Van Sickle

### Trama
Jarod si sta godendo un momento di relax con Zoe, ma i due vengono interrotti da una chiamata del Maggiore Charles, che sta vivendo nascosto con il clone di Jarod. L'uomo ha trovato Emily, sua sorella, giornalista a Philadelphia. Jarod raggiunge Emily e la trova in una pozza di sangue, è stata aggredita e buttata giù da una finestra del suo ufficio. Prima la salva facendole un massaggio cardiaco, poi si finge un agente dell'FBI e va a visionare l'ufficio della sorella al giornale.
Miss Parker fa visita al fratello Lyle, visibilmente ubriaca. Gli vorrebbe rivelare che Catherine è sparita, ma poi scopre che Lyle si tiene in contatto col padre via lettera. Lyle, comunque, intuisce che Parker sa della tomba vuota di Catherine. La donna si sfoga con Sydney e Broots e non sa più a cosa credere, ma tutti loro sanno che devono scoprire qualcosa di più su “Mirage” per capire cosa sta succedendo. Sydney è preoccupato e chiede a Parker di lasciare perdere per non farsi del male, ma lei è convinta di voler seguire la voce interiore che la sta esortando a continuare a cercare.
Lyle e il padre si sentono e non vogliono che Miss Parker scopra la verità su Catherine. Intanto i tre scendono nella stanza dove era stata eseguita l'autopsia di Catherine. Lì trovano i video di sorveglianza che riprendono Raines che esegue l'autopsia e si finge dispiaciuto per la morte della donna. Parker è sconvolta e decide di interrogare direttamente Raines.
Jarod scova un amico di Emily e scopre che la sorella si era detta vicina a trovare suo fratello, ma aveva anche fatto un'altra scoperta molto importante. Jarod trova la foto di un ragazzo nell'appartamento, poi l'uomo gli rivela anche che l'aggressore non aveva un pollice, così capisce che si trattava di Lyle.
Miss Parker fa il terzo grado a Raines e gli chiede cosa ne ha fatto del corpo di Catherine, ma lui dice che non ne sa niente. Sydney è poco partecipe alle ricerche e abbandona Broots e Miss Parker; poi va nel suo ufficio e recupera una vecchia cartella che contiene un DSA e un rapporto di una seduta psichiatrica con Catherine.
Jarod chiede al dottore il permesso di dimettere Catherine e all'ospedale arriva anche il Maggiore Charles; in quel momento però si fanno vivi anche Lyle e degli spazzini; i due riescono a portare via Emily appena in tempo. I tre si nascondono in un convento e Jarod scopre che Emily stava indagando su suo fratello, ma era convinta che si trattasse di quel ragazzo del quale Jarod aveva trovato la foto nel suo appartamento.
Parker e Broots seguono Raines fuori città, in una villa di campagna. I due riescono a recuperare delle cose che stava incendiando, fra le quali un disegno firmato da un bambino di nome “Ethan”, dei DSA e una medaglietta.
Finalmente Emily si sveglia, felice di vedere il fratello e il padre. Spiega che il ragazzo nelle foto si chiama Ethan, e “sente le voci”. La ragazza cita anche NuGenesis e dà loro un numero, "AA8585", un file che riguarda la clinica. Poi lascia loro anche un indirizzo al quale trovare Ethan.
Broots e Sydney stanno discutendo di alcuni DSA che riguardano la vita di Parker, trovati nella villa di Raines. I video ritraggono Catherine a casa di Raines nel giugno del '70, due mesi dopo la sua presunta morte nell'ascensore. 
Intanto Jarod e il Maggiore vanno all'indirizzo indicato da Emily, dove trovano videocamere e un ambiente da “grande fratello”, nonché materiale di studio su esplosivi. Ethan stava fabbricando una bomba. C'è un video girato poco meno di un'ora prima, dove il ragazzo urla da solo contro le voci che sente e poi parla al telefono con qualcuno, dicendo di essere quasi pronto per il "7677". Jarod capisce che Ethan deve costruire una bomba per il Centro, ma il ragazzo in cambio voleva vedere i suoi genitori e al Centro non glielo permettevano. Ethan poi ha preso la bomba ed è andato a cercare i suoi genitori per aiutarli, impaurito dalle sue voci.
Miss Parker porta Angelo alla villa di campagna di Raines, lui avverte “segreti e bugie” e intuisce con le sue sensazioni che “Mirage” è reale. Angelo spiega che lui non sa tutte le risposte, ma Sydney sì: conosce i segreti e le bugie.
Jarod va a casa dei genitori di Ethan e lo trova in lacrime vicino al cadavere di entrambi. Quando Ethan lo vede pensa che sia stato lui a ucciderli e gli si avventa contro, puntandogli una pistola addosso. Le voci sembrano indirizzarlo e Ethan dice che non può essere aiutato da Jarod, ma solo da un'altra persona.
Miss Parker aggredisce Sydney e gli chiede perché non le ha mai detto che Catherine era ancora viva, ma lui spiega che aveva promesso alla madre che non l'avrebbe mai fatto. Sydney ricorda la sua ultima seduta con Catherine prima del suo presunto suicidio, poi fa vedere a Miss Parker il DSA di quel colloquio. Catherine sapeva che qualcuno voleva ucciderla e così aveva deciso di fingere la sua morte. Sapeva anche dell'ultimo progetto del Centro, "Mirage", del quale lei era la chiave. Era intenzionata a tornare a salvare Jarod, Angelo e Miss Parker, ma solo dopo aver completato "Mirage". Poi aveva chiesto a Sydney di non dire mai niente alla figlia riguardo alla verità e al segreto della sua famiglia. Sydney aveva donato a Catherine la collana con la medaglietta e dopo un'ora la donna era “morta" nell'ascensore. Sydney però non sa cosa sia Mirage e nemmeno il segreto della famiglia Parker a cui si riferiva Catherine.
Intanto Jarod e il padre scoprono che "AA8585" era una spedizione di campioni di sperma del Maggiore Charles congelato criogenicamente e mandato al Centro.
Intanto il signor Cox suggerisce al signor Parker di distrarre Jarod dalle ricerche dandogli qualcosa da inseguire: Zoe.
Jarod e il Maggiore arrivano alla casa in campagna del signor Raines, dove il simulatore si rende conto di conoscere già la casa, come se ci fosse già stato. Broots nel frattempo ha decifrato un altro DSA di Catherine girato nella casa di Raines: la donna aspettava una visita, quella di Jarod. Il ragazzo era stato portato fuori dal Centro per andare a trovarla e parlare con lei, e Sydney non lo sapeva. Catherine nel video è incinta e dice a Jarod che avrà un fratellino. Intanto Jarod e il Maggiore trovano una stanza con strumenti per partorienti e così capiscono che Jarod aveva un fratello e intuiscono anche che deve essere Ethan. Il ragazzo, intanto, è stato ricontattato dal signor Raines, del quale sembra fidarsi come un padre.

## Senso interiore (2ª parte)
- Titolo originale: The Inner Sense (Part 2)
- Diretto da: Frederick King Keller
- Scritto da: Steven Long Mitchell e Craig W. Van Sickle

### Trama
Jarod parla con Sydney e Parker e spiega loro che non si ricorda niente di quel dialogo con Catherine; Miss Parker si arrabbia e vuole che lui dica la verità, convinta che stia mentendo, in realtà Jarod non ricorda davvero nulla. Le fa anche notare che se sapesse qualcosa glielo direbbe subito, visto che non le ha mai nascosto niente su sua madre. Le spiega anche che loro fratello si chiama Ethan e che è coinvolto con un progetto che si chiama “7677”.
Jarod interroga un complice di Ethan che l'ha aiutato a trovare componenti per la bomba; l'uomo rivela che avevano un appuntamento in un magazzino a mezzanotte.
Broots decifra un altro minuto del dischetto di Catherine e Jarod: la madre aveva deciso di confidare una cosa importante a Jarod, che lui avrebbe avuto il compito di spiegare un giorno anche a Miss Parker, poi però aveva spento la telecamera affinché non li riprendesse. Miss Parker è arrabbiata perché rischia di non sapere mai la verità. Decisa a scoprire cosa la mente di Jarod abbia dimenticato, intuisce di dover seguire Raines, che sicuramente ha a che fare con Ethan. Così di conseguenza troverà anche Jarod.
Al magazzino, Jarod va alla ricerca di Ethan mentre arrivano anche Miss Parker e lo spazzino Sam. Ethan si fa consegnare del semtex per la bomba; Raines è lì con lui, si comporta in modo paterno, promettendogli che dopo questo lavoro andrà a vivere al Centro con lui. Jarod cerca ancora di conquistare la fiducia di Ethan e si rende conto che il ragazzo sente una voce che gli sta dicendo di fidarsi di lui. Poi entrambi devono scappare perché arriva Miss Parker che li insegue. Per la prima volta dopo anni, la donna riesce a catturare Jarod, però non lo porta al Centro e Jarod intuisce subito che se è ancora lontano da lì è per qualcosa di personale, che non riguarda gli "affari". Miss Parker gli dice che vuole sapere quello che si ricorda e in cambio lei lo lascerà andare. Sydney gli mostra il DSA che lo ritrae insieme a Catherine e Jarod chiede a Sydney di aiutarlo a ricordare. Con l'ipnosi, lo psichiatra lo aiuta a tornare a quel giorno. Catherine aveva detto a Jarod che aveva un “senso interiore”, una specie di sesto senso, delle voci che le parlavano. Anche Miss Parker ha quel dono, ma più di tutti Ethan, il figlio che Catherine portava ancora in grembo. Catherine aveva spiegato al ragazzo di come il marito cercava di creare un bambino prodigio più elevato, con le qualità di simulatore e il dono di Catherine. La donna si stava affidando a Raines perché lui si era fidato di lei e l'aveva aiutata a fingere la sua morte. Catherine però sapeva che sarebbe morta presto e così aveva chiesto a Jarod di spiegare a Miss Parker che doveva completare il suo progetto e fidarsi del suo senso interiore. Catherine conosceva anche Margaret e aveva promesso che un giorno Ethan avrebbe aiutato Jarod a ritrovarla. Dopo una chiamata di Broots che ha scoperto che il "7677" darà potere a Raines, Jarod spiega a Miss Parker che Ethan è stato plagiato per tutta la vita da Raines. Parker non sa cosa fare, Jarod la esorta a seguire il consiglio di sua madre e finire il suo lavoro. Parker crede che Catherine potrebbe essere ancora viva, ma Jarod non ne è convinto. La invita a fidarsi del suo senso interiore e le rivela che lui si fida di lei e che andrà a cercare Ethan.
Intanto Lyle va a parlare con Raines e gli rivela che sa tutto del progetto "7677" e lo minaccia di dire tutto a suo padre per farsi coinvolgere. Raines chiama Ethan e lo invita ad avviare il "7677". Ethan recita una filastrocca per calmarsi, la stessa che recitava anche Edna Raines. Una volta ottenuto ciò che voleva, il signor Parker si affaccia nell'ufficio di Raines, il quale capisce che Lyle l'ha preso in giro. L'uomo torna al Centro e riprende il controllo della situazione e anche del "7677", poi Lyle fa rinchiudere Raines. Intanto Zoe viene rapita dal Signor Cox che cerca un'esca per Jarod.
Jarod torna da Emily e i due parlano un po'; il ragazzo le promette che troverà la madre e che salverà Ethan senza che gli facciano del male.
Broots ha trovato un ultimo DSA da far vedere a Miss Parker: riguarda la nascita di Ethan, dopo la quale Catherine aveva parlato amorevolmente con il figlio appena nato e gli aveva spiegato che non sarebbe vissuta ancora a lungo. Poi Raines aveva preso il bambino e l'aveva portato via, per poi sparare a Catherine a sangue freddo, dando ordine di cremarla.
Jarod e il Maggiore Charles scoprono che il "7677" è un treno della metro di Washington, il cui capolinea è Freedom Station, che si trova sotto a un hotel in cui si terrà una conferenza di pace, obiettivo perfetto della bomba di Ethan. Proprio mentre sta per uscire, Jarod riceve una chiamata da Lyle che gli spiega di aver rapito Zoe, il tutto per guadagnare tempo. Jarod deve consegnarsi in un'ora per evitare che Zoe venga uccisa.
Miss Parker fa visita a Raines armata, minacciandolo per farsi dire tutto ciò che sa sul "7677" per non ucciderlo. Raines le spiega tutto della metropolitana e della bomba, quando però la donna gli chiede del progetto di Catherine, lui dice che non ne sa niente e che si dice che sua madre avesse lasciato un DSA che spiegava quale era questo “progetto”, che riguardava il Centro e le sue bugie. Prima che lui riveli chi sia la persona viva che sa tutta la verità al riguardo, il signor Parker li raggiunge e spara a Raines, per evitare che riveli altro alla figlia.
Alla fattoria dove Cox e Lyle tengono Zoe, gli uomini del Centro aspettano l'arrivo di Jarod. Un uomo si presenta vestito di nero e con un passamontagna, stende un po' di spazzini e riesce a salvare Zoe da solo. Ma non si tratta di Jarod, è il Maggiore Charles.
Mentre Ethan sta piazzando la bomba sul treno della metro, Jarod riceve una chiamata dal telefono del padre e scopre così che Zoe è sana e salva, nonché curiosa di sapere chi siano Cox e Lyle.
Jarod sale sul treno della metro appena prima che parta. Ethan è ancora impaurito da Jarod e non si fida, ma sente le voci e una in particolare gli sta dicendo che si deve fidare di Jarod. Il simulatore capisce che è la voce di Catherine che parla con lui. Jarod esorta Ethan ad ascoltare Catherine, sua madre, e lui sente la donna dirgli che deve fidarsi di Jarod, che è il “prescelto”. Finalmente Ethan si convince che Jarod è suo fratello e i due condividono la filastrocca che sapevano da bambini. Jarod non può disinnescare la bomba, né fermare il treno, così fa deviare il convoglio in un binario morto per cambiarne almeno la traiettoria. I due fratelli hanno solo un paio di minuti per uscire dalla metro. Proprio mentre stanno per farlo, arriva anche Miss Parker, che si comporta come al solito in modo insistente e punta un'arma contro Jarod. Lui però la esorta a fidarsi della voce di sua madre, perché la può sentire anche lei e a fare sì che questo sia un inizio e non una fine, ora che finalmente hanno trovato la loro "famiglia". Miss Parker finalmente cede e i tre si avviano fuori dal treno proprio mentre il freno automatico si sta innescando pochi secondi prima dell'esplosione. Quando arrivano alla fine del treno, pronti a saltare, si scatena una terribile esplosione.